# Indianapolis Museum of Art

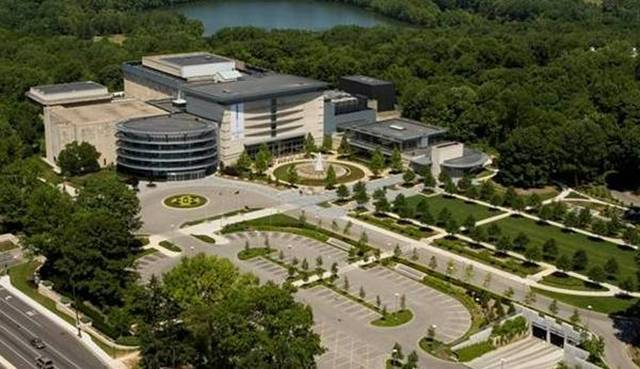
Indianapolis Museum of Art, Luftaufnahme

Das Indianapolis Museum of Art ist ein Kunstmuseum in Indianapolis im US-Bundesstaat Indiana. Als Universalmuseum besitzt es umfangreiche kunsthistorische Sammlungen verschiedener Epochen mit Exponaten von allen Erdteilen. Besonders umfangreich sind hierbei die Sammlungen mit amerikanischer und europäischer Kunst. Das von Bürgern der Stadt begründete Museum liegt in einem Park nordwestlich der Innenstadt.

## Geschichte und Bauten
Das Indianapolis Museum of Art geht zurück auf die Initiative von May Wright Sewall, ihrem Mann Theodore und einer kleinen Gruppe von Kunstinteressierten. Sie begründeten 1883 die Vereinigung Art Association of Indianapolis. Noch im selben Jahr, am 7. November 1883, eröffneten sie im English Hotel die erste Kunstausstellung der Stadt. Hierbei wurden 453 Kunstwerke von 137 Künstlern gezeigt. Die Schau war ein großer Erfolg, der weitere Ausstellungen und erste Vorträge zur Kunst folgten. Zudem begann die Art Association of Indianapolis mit dem Aufbau einer eigenen Kunstsammlung.
1895 stellte der Immobilienunternehmer John Herron 225.000 US-Dollar für den Bau eines Kunstmuseums mit angeschlossener Kunsthochschule zur Verfügung, das seinen Namen tragen sollte. Entsprechend wurde 1902 das John Herron Art Institute begründet und 1906 ein Museumsgebäude nördlich der Innenstadt von Indianapolis bezogen, das nach Plänen des Architekten Arthur Bohn von der Firma Vonnegut & Bohn im Stil der italienischen Renaissance entstand. Dieselbe Architektenfirma plante zudem das 1908 neben dem Museum fertiggestellte Gebäude der Kunsthochschule. Dieser Bau wurde bereits 1929 durch ein größeres, nach Plänen von Paul Philippe Cret entworfenes Gebäude ersetzt. Die Mittel hierzu stammten von der Mäzenin Caroline Marmon Fesler.
Bereits in den ersten Jahrzehnten des Bestehens fanden im Museum bedeutende Ausstellungen statt. So erreichte eine Schau mit Skulpturen des Bildhauers Augustus Saint-Gaudens mehr als 55.000 Besucher und 1937 konnte eine Ausstellung mit bedeutenden Werken von niederländischen Malern wie Rembrandt van Rijn, Frans Hals, Jacob van Ruisdael, Jan Steen und Jan Vermeer gezeigt werden. Zudem wuchs die Sammlung des Museums kontinuierlich an. 1927 stiftete beispielsweise eine Gruppe von 16 kunstinteressierten Bürgern Werke von Henri de Toulouse-Lautrec, Amedeo Modigliani, Maurice Prendergast und Henri Matisse. Caroline Marmon Fesler, Vorsitzende der Art Association of Indianapolis, schenkte dem Museum ab 1943 Werke von Meindert Hobbema, Aelbert Cuyp, Corneille de Lyon, Georges Seurat, Paul Cézanne, Vincent van Gogh und Pablo Picasso. Von 1947 bis 1961 übergab Eli Lilly rund 200 chinesische Bronzen, Keramiken und Jadearbeiten.

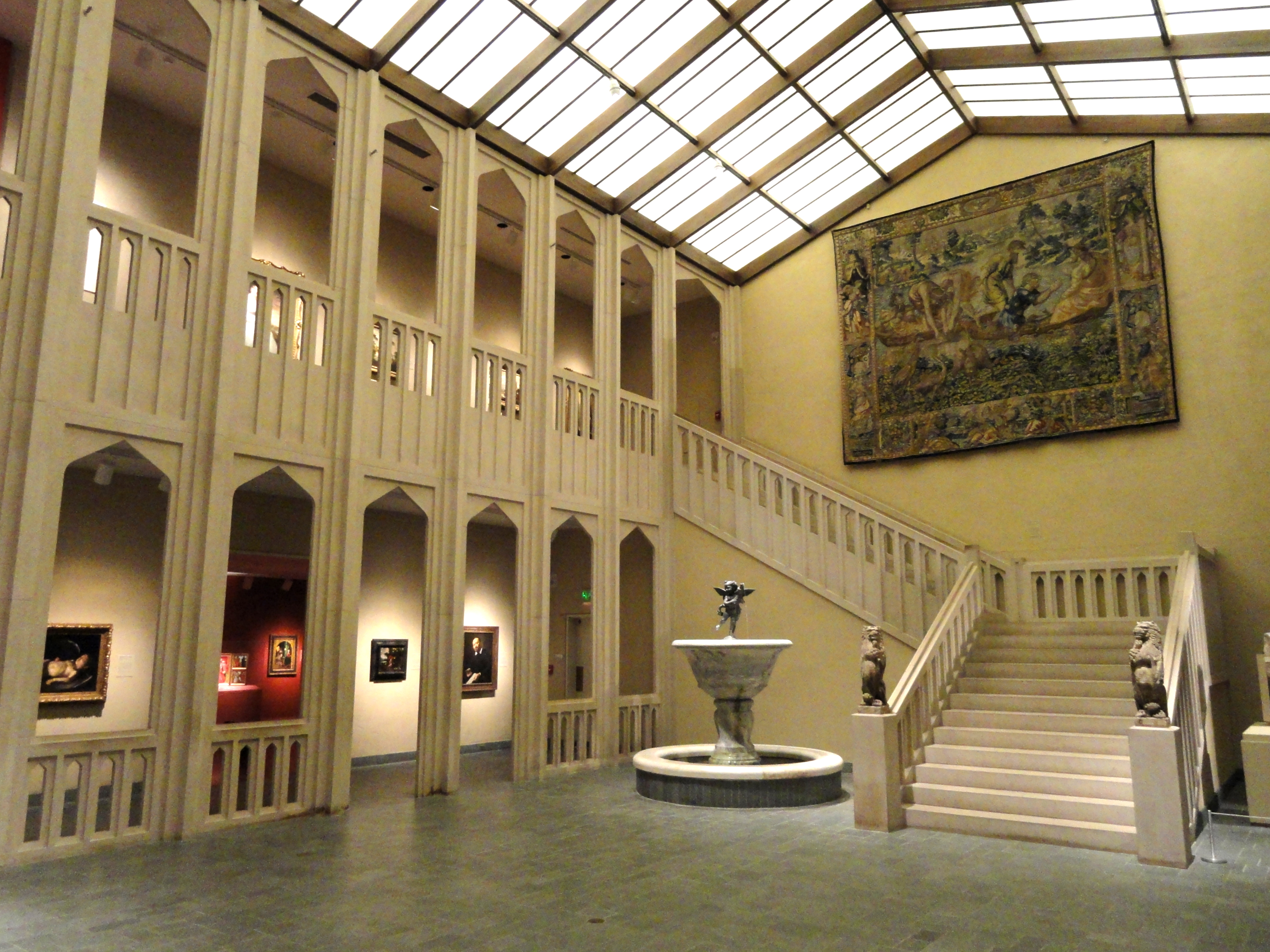
Innenansicht des Clowes Pavilion

Ab Mitte der 1960er Jahre war der Vorstand des Museums auf der Suche nach einem neuen Standort, da die Platzverhältnisse im Altbau nicht mehr ausreichten und ein Erweiterungsbau am bisherigen Standort unmöglich erschien. Nachdem zunächst ein Neubau in der Innenstadt von Indianapolis favorisiert wurde, erhielt das Museum 1966 von Ruth und Josiah K. Lilly den Landsitz Oldfields geschenkt. Der ehemalige Wohnsitz ihrer Eltern befindet sich in einem Park nordwestlich der Innenstadt, der ausreichend Platz für einen Museumsneubau und zukünftige Erweiterungen bot. 1967 folgte die Trennung von Kunsthochschule und Museum. Die Kunsthochschule wurde als Herron School of Art and Design der Indiana University-Purdue University Indianapolis angeschlossen. Im selben Jahr konnte Oldfields als Lilly Pavilion of Decorative Arts mit einer Ausstellung zu Kunsthandwerk für das Publikum geöffnet werden. 1969 folgte die Umbenennung der Art Association of Indianapolis in Indianapolis Museum of Art. Am neuen Standort, 38th Street und Michigan Road, entstand ab 1970 in mehreren Bauabschnitten das gegenwärtige Museum. Der Architekt Ambrose Richardson entwarf den 1970 eröffneten Krannert Pavilion, den 1972 fertiggestellten Clowes Pavilion und das Indianapolis Civic Theatre im 1975 eingeweihten Showalter Pavilion. Der 1990 eröffnete Mary Fendrich Hulman Pavilion entstand nach Plänen von Edward Larrabee Barnes. 2005 kamen der Efroymson Family Entrance Pavilion, der Wood Gallery Pavilion und der Deer Zink Special Events Pavilion nach Plänen des Architekten Jonathan Hess hinzu.
Weitere bedeutende Sammlungserweiterungen waren 1979 die Stiftung von Werken des Neoimpressionismus aus der Sammlung W. J. Holliday und eine Werkgruppe des englischen Malers William Turner aus der Sammlung Kurt F. Pantzer. Der Sammler Harrison Eiteljorg überließ 1990 eine Reihe von Kunstwerken aus Afrika und dem Südpazifik dem Museum. Mehr als 100 Arbeiten von Paul Gauguin und anderen Künstlern der Schule von Pont-Aven aus der Sammlung von Samuel Josefowitz kamen 1997 teils als Geschenk, teils durch Ankauf ins Museum. 1999 gelangten mit der Clowes Collection Werke von Rembrandt van Rijn, Peter Paul Rubens, El Greco und weitere Altmeistergemälde in die Sammlung. Seit 2010 ist das denkmalgeschützte Miller House in Columbus (Indiana) eine Außenstelle des Museums.

## Sammlungen

### Afrikanische Kunst
Die Abteilung für afrikanische Kunst beherbergt vor allem Schenkungen des Stifters Harrison Eiteljorg (1903–1997) und seiner Frau. Zu den etwa 400 Exponaten dieser Abteilung gehören eine hölzerne Wächterfigur der Fang, eine Kopffigur einer Königsmutter aus Metall vom Volk der Edo, eine Gesichtsmaske vom Volk der Kuba und eine weibliche Ahnenfigur vom Volk der Senufo. Hinzu kommen eine Schärpe Nyoga aus Glasperlen der Ndebele, eine hölzerne Ochsenkopfmaske der Bijagos, eine gehörnte Kopffigur der Efik, eine Messingplatte mit der Darstellung eines Kriegers vom Volk der Edo und eine Gesichtsmaske der Bété.

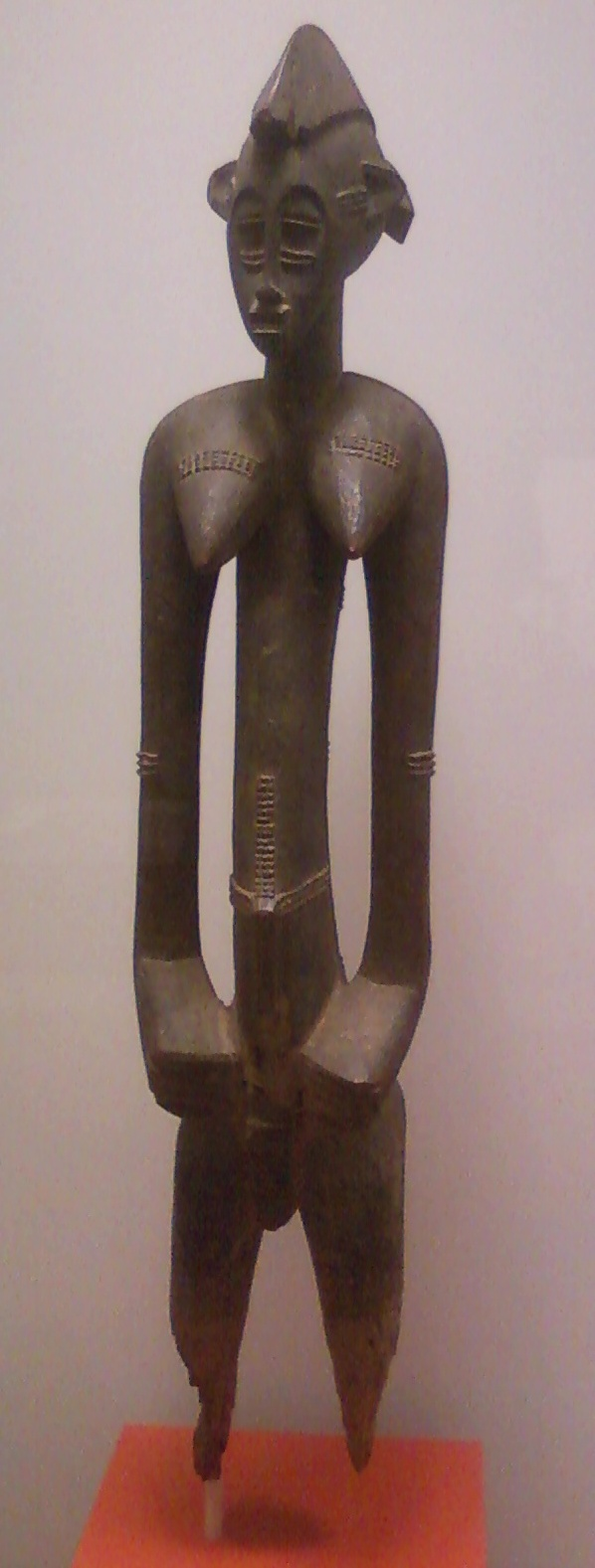
Weibliche Ahnenfigur der Senufo
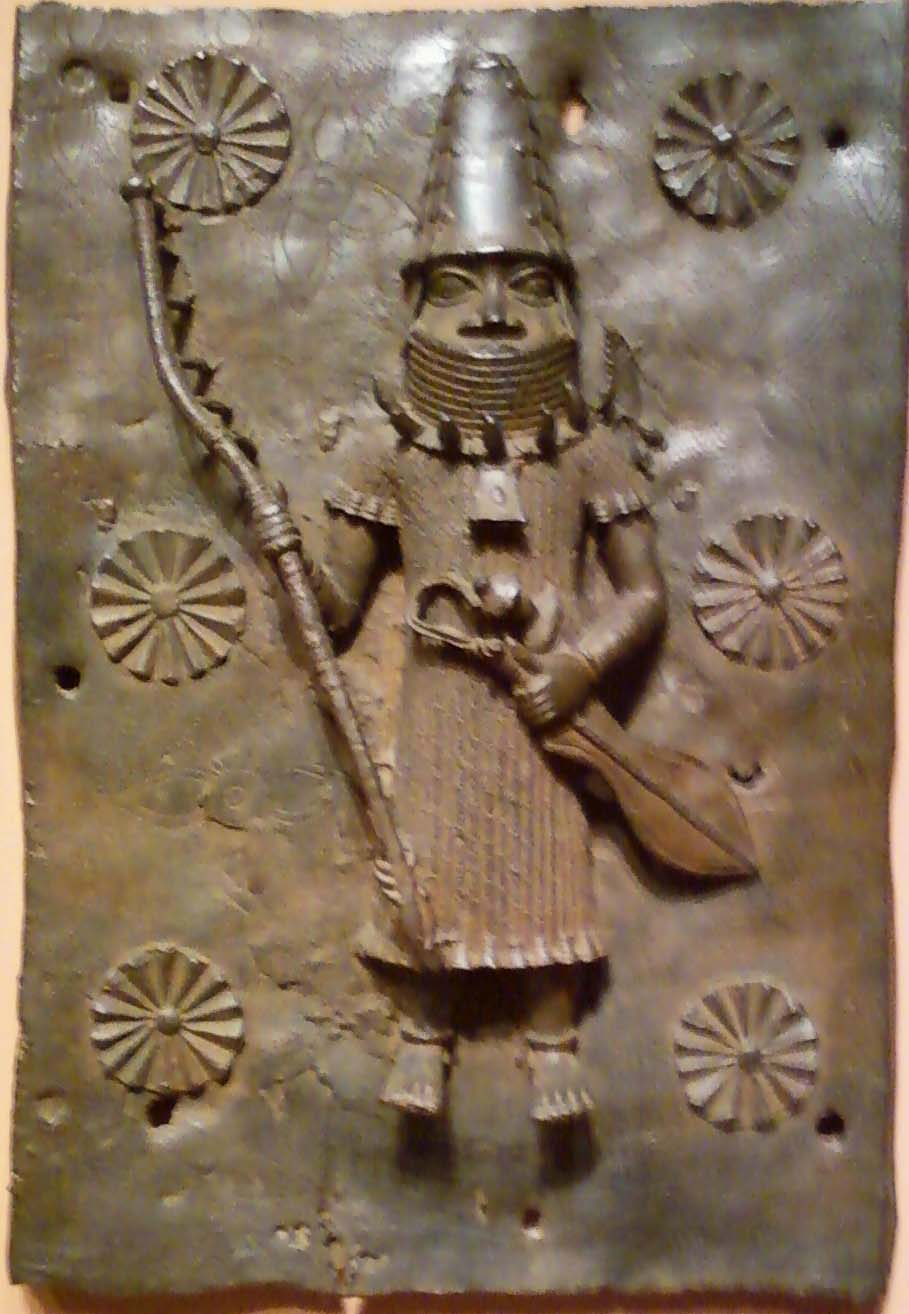
Darstellung eines Kriegers vom Volk der Edo
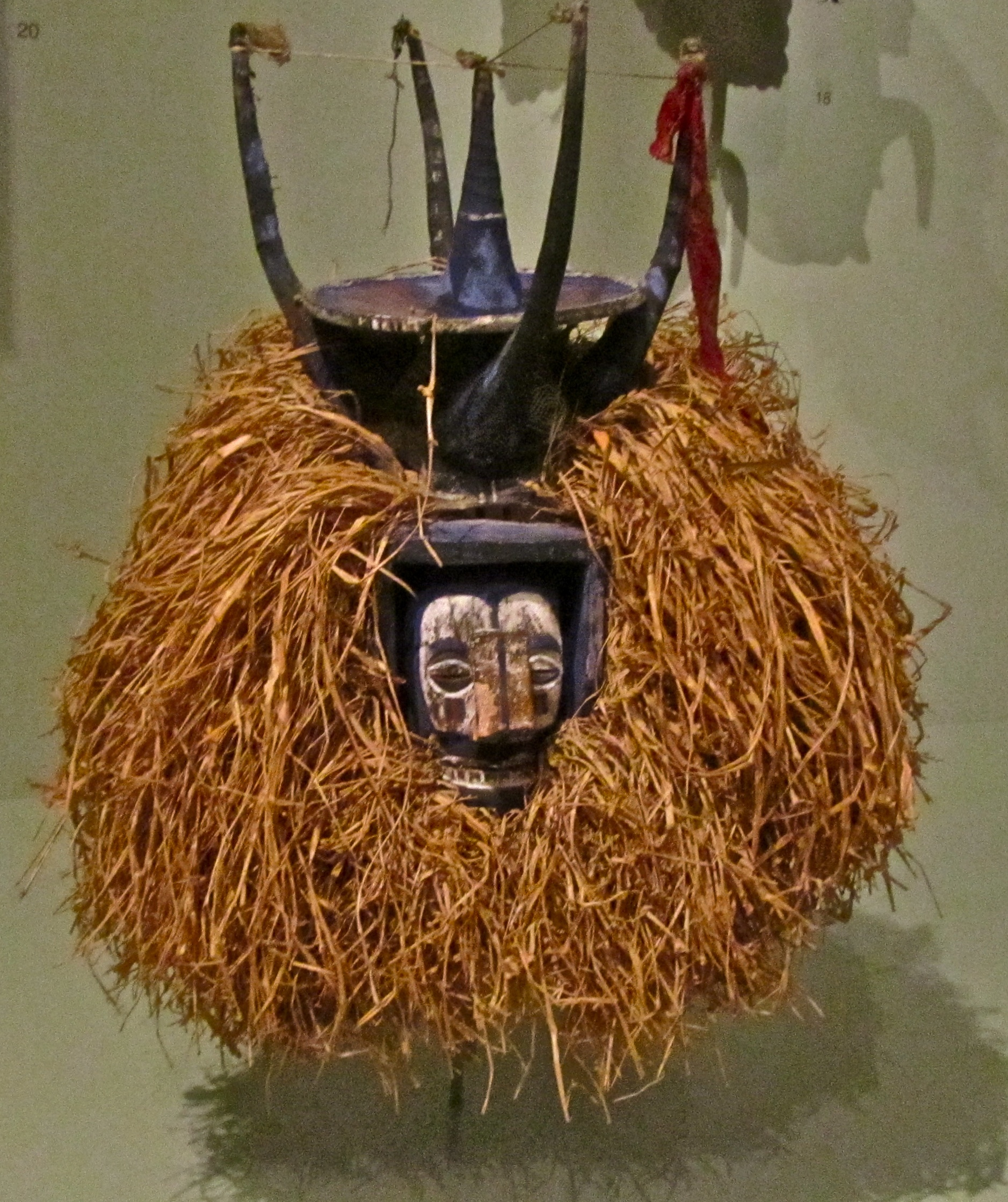
Gesichtsmaske vom Volk der Kuba

### Altamerikanische Kunst
Die Abteilung für Altamerikanische Kunst zeigt eine Reihe von Exponaten der Olmeken und Maya aus dem heutigen Gebiet von Mexiko und Mittelamerika sowie einige Gold- und Jadearbeiten aus Zentralamerika. Darüber hinaus gibt es verschiedene Töpferware von Völkern aus dem Gebiet des heutigen Peru, beispielsweise von der Chavin-Kultur, Moche-Kultur und Nazca-Kultur.

### Amerikanische Kunst bis 1945
Zu den frühen Werken der Kunst der Vereinigten Staaten im Museum gehören das Bildnis George Washington at Princeton von Charles Willson Peale und Charles Peale Polk, das Landschaftsbild Woodcutters in Windsor Park von Benjamin West oder die Porträts Vice-Admiral Edward Hughes, Marianne Ashley Walker und Portrait of Edward Loftus von Gilbert Stuart. Beispiele für die Malerei der Hudson River School sind die Landschaftsbilder Summer, Lake Ontario von Jasper Francis Cropsey, Morning at Grand Manan von Alfred Thompson Bricher und The Rainbow von George Inness. Von Winslow Homer besitzt das Museum das Genrebild The Boat Builders, von James McNeill Whistler die Meeresansicht Seascape. Mehrere Bilder veranschaulichen das vielseitige Werk von Frank Duveneck, darunter ein Selbstporträt, das Seestück Marine, der weibliche Akt Reclining Nude und das Bildnis Henry James. Zu den Beispielen der Malerei des amerikanischen Impressionismus gehören das Interieurbild Afternoon – Yellow Room von Frederick Carl Frieseke, die Landschaftsansichten Cliff Rock – Appledore von Childe Hassam und The Olive Grove von John Singer Sargent sowie das Blumenwiesenmotiv Poppies von Robert Vonnoh. Hinzu kommen ein Stillleben von Julian Alden Weir und die Bildnisse Woman in white, Moses Swaim und Portrait of William Francklyn Paris  von William Merritt Chase. Von Chase gibt es in der Sammlung zudem das Landschaftsmotiv First Touch of Autumn und das Stillleben Red Snapper. Weitere gegen Ende des 19. Jahrhunderts entstandene Werke sind die Porträts The Pianist von Thomas Eakins und A Young Girl von Willard Leroy Metcalf. Vom Anfang des 20. Jahrhunderts stammen Werke der Künstlergruppe Ashcan School wie Red Kimono on the Roof von John Sloan und die Arbeiten Helen, Nude und Maria and Baby von Robert Henri. Aus dieser Zeit gibt es im Museum zudem ein großes Glasfenster mit dem Motiv Angel of the Resurrection, das nach Entwürfen von Frederick Wilson von der Manufaktur Tiffany gefertigt wurde. Weiterhin besitzt das Museum die Gemälde Jimson Weed und Pelvis with the Distance von Georgia O’Keeffe. Beispiele für den Realismus der 1930er und 1940er Jahre sind das ländliche Motiv Henry Look Unhitching von Thomas Hart Benton sowie das Eisenbahnmotiv New York, New Haven and Hartford und das Interieurbild Hotel Lobby von Edward Hopper.

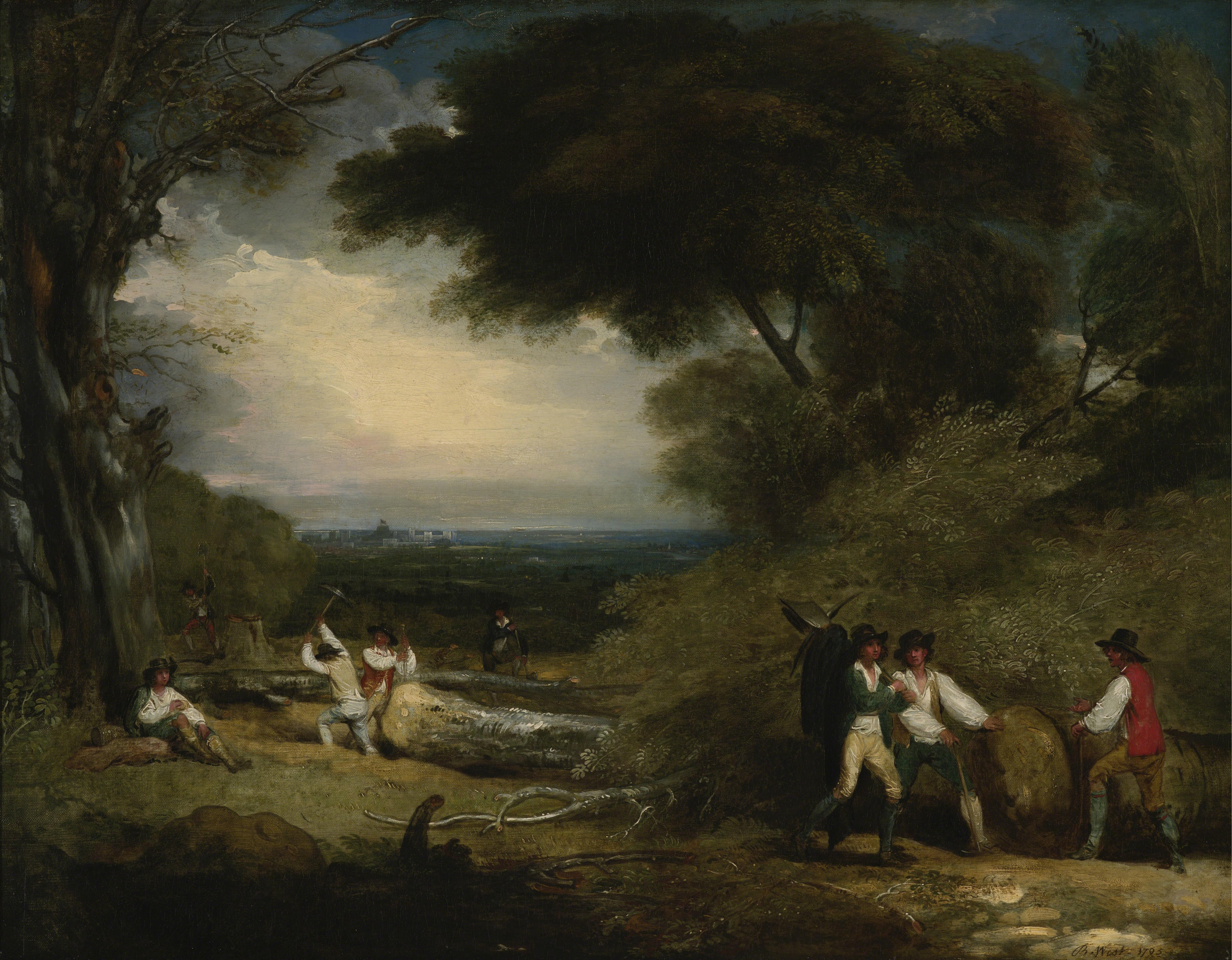
Benjamin West: Woodcutters in Windsor Park
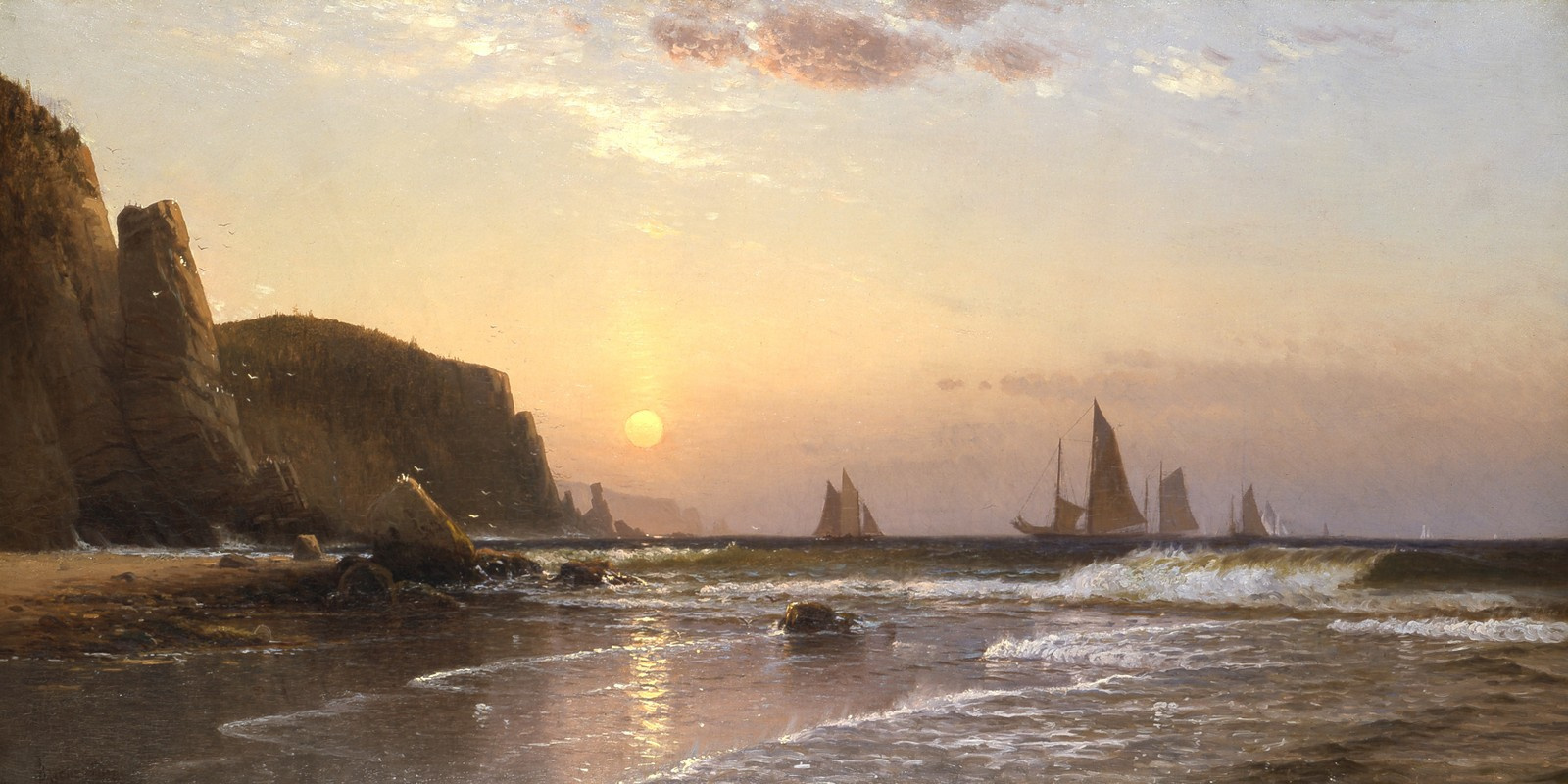
Alfred Thompson Bricher: Morning at Grand Manan
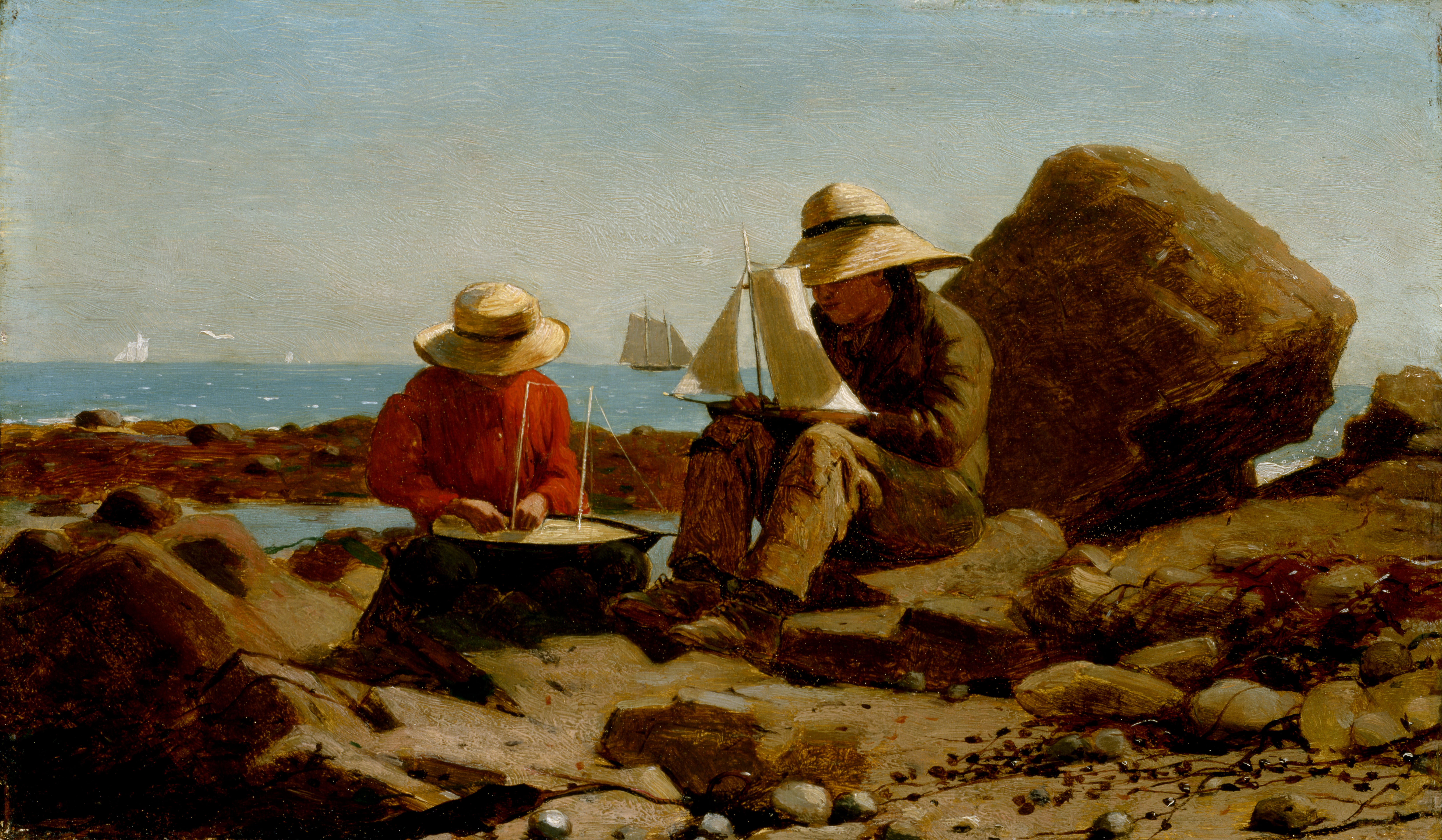
Winslow Homer: The Boat Builders
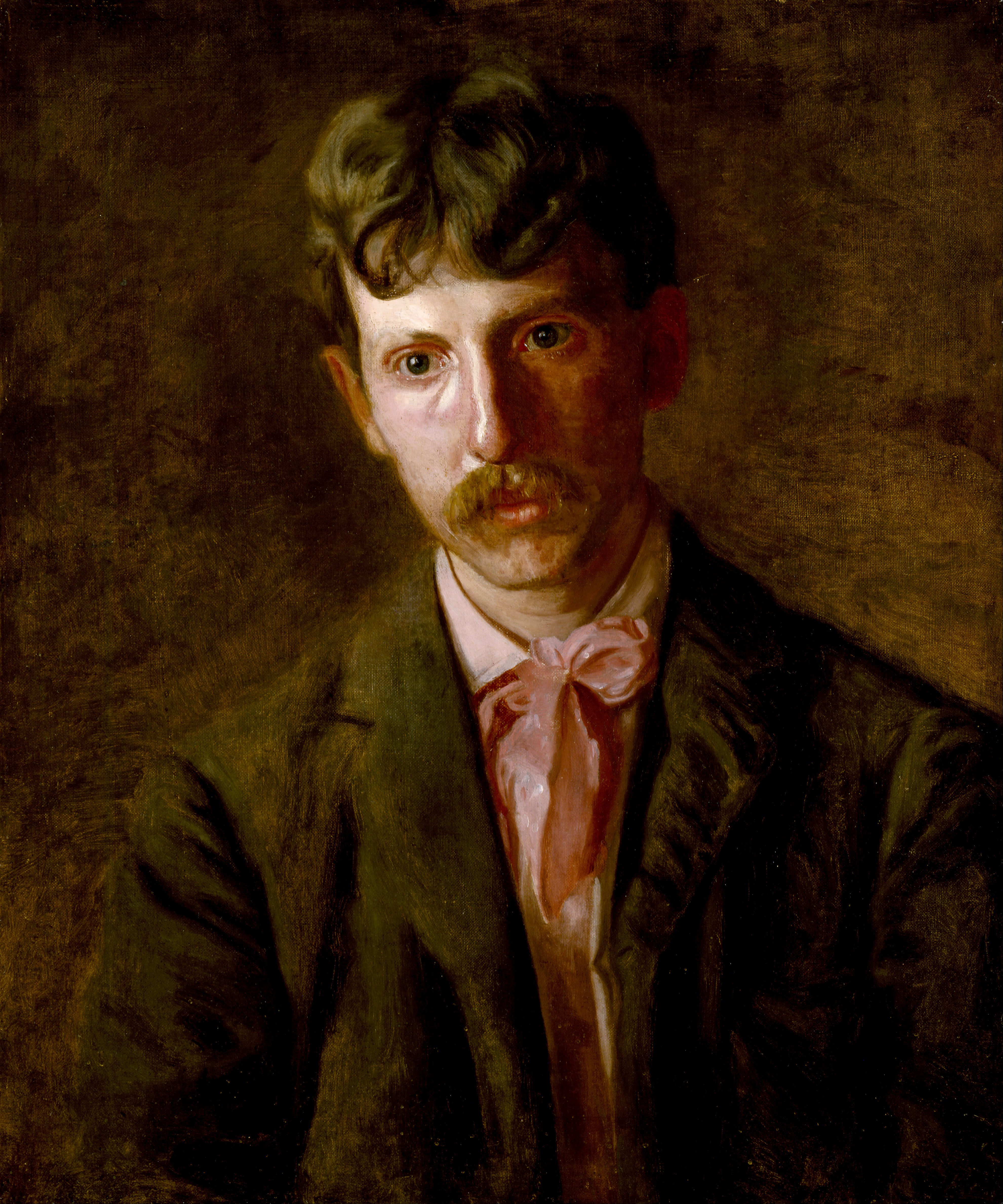
Thomas Eakins: The Pianist
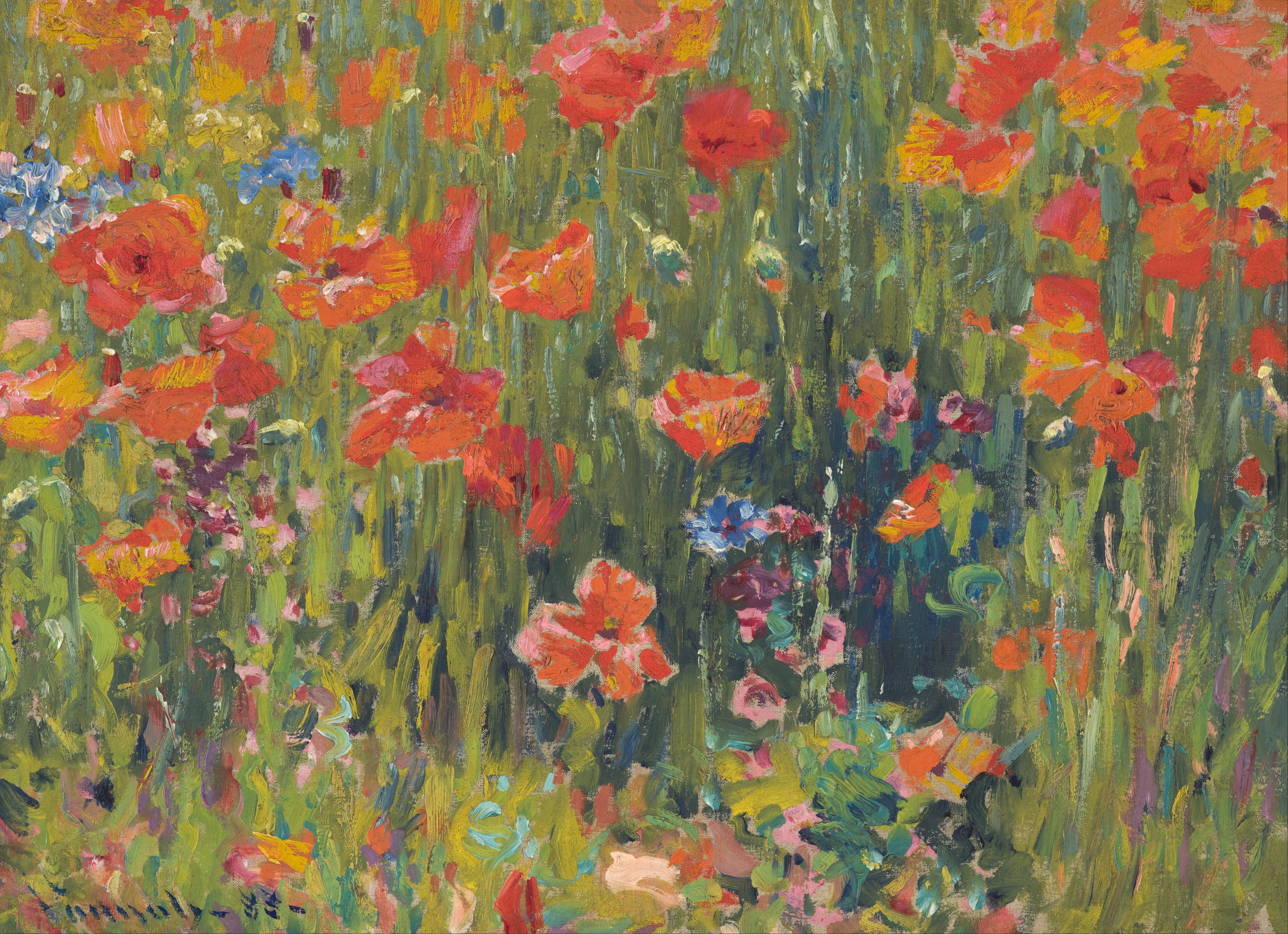
Robert Vonnoh: Poppies

### Antikensammlung
In der Abteilung für archäologische Funde aus dem Mittelmeerraum und dem Nahen Osten finden sich Exponate aus dem Gebiet des heutigen Ägypten, Iran, Griechenland, Zypern und Italien. Zu den altägyptischen Exponaten gehören eine vergoldete Mumienmaske, ein Bronzespiegel mit Isis und Horus als Kleinkind, verschiedene Grabgefäße aus Ton oder einzelne Grabbeigaben. Bei den griechischen Antiken gibt es mehrere Vasen, einen männlichen Marmortorso und eine Statuette der Persephone. Zu den herausragenden Stücken aus römischer Zeit gehört das Grabmonument des Flavius Agricola.

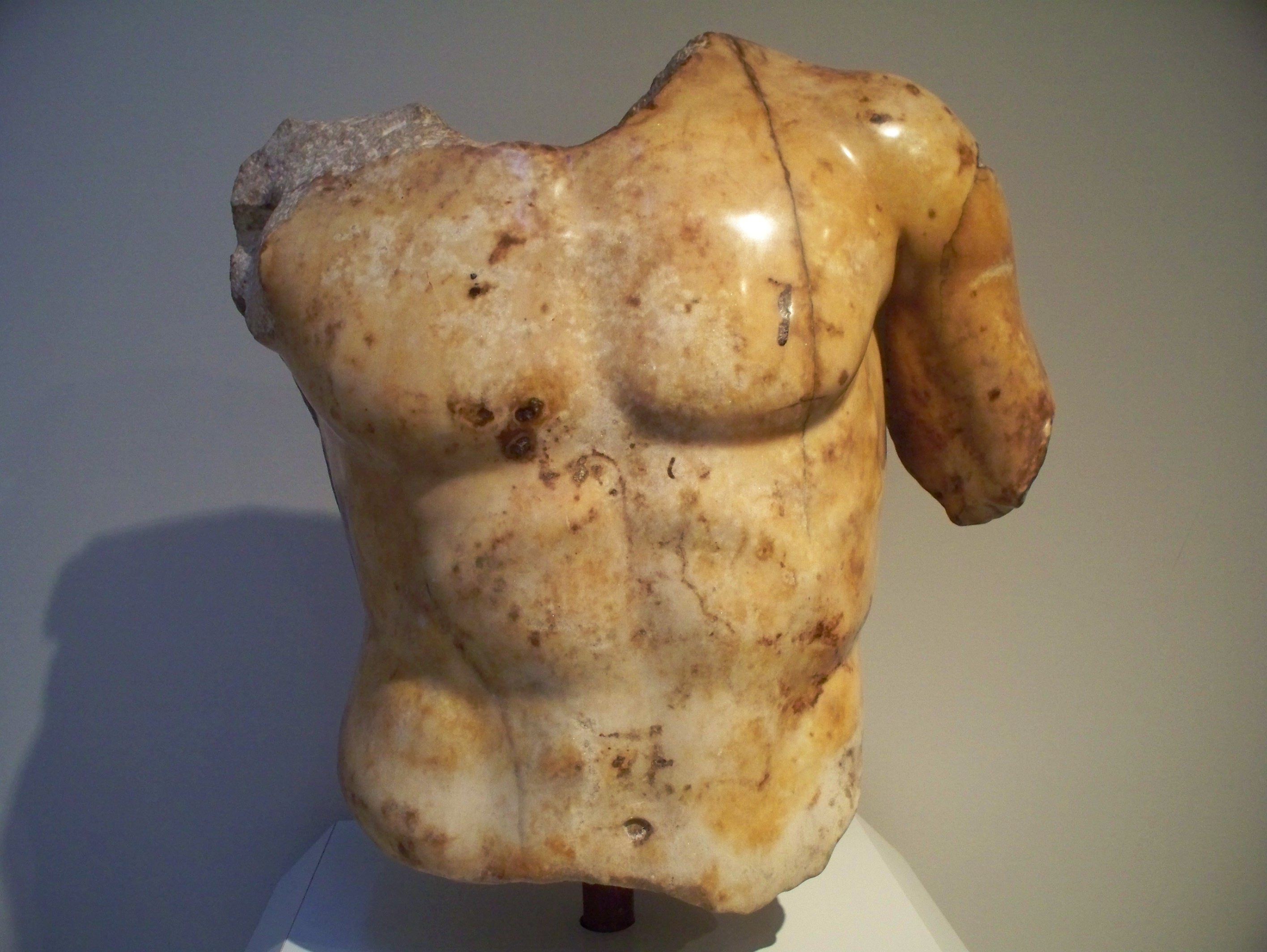
Männlicher Torso, griechisch, 1. Jahrhundert v. Chr.
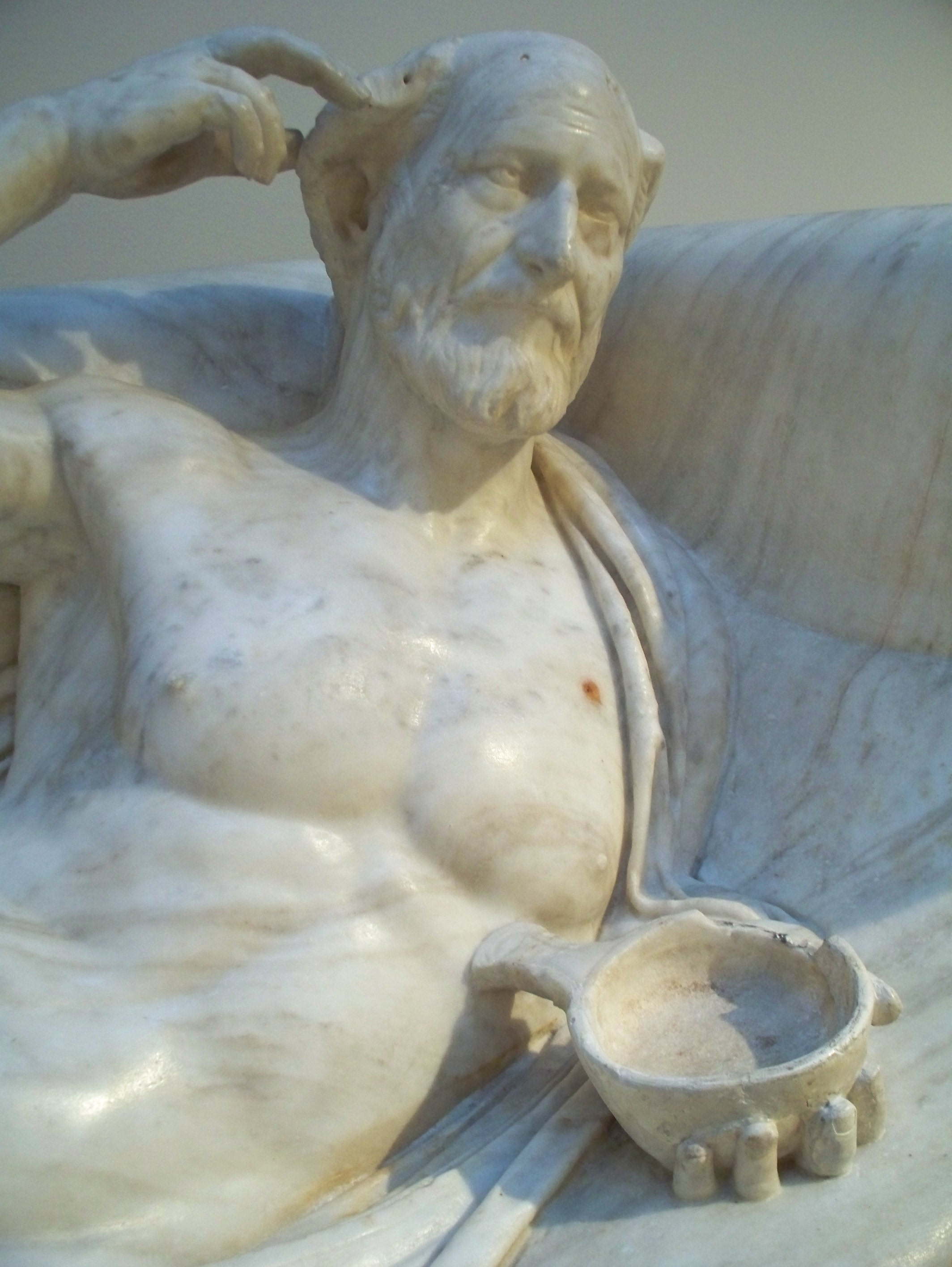
Grabmonument des Flavius Agricola, römisch, 2. Jahrhundert n. Chr.

### Arbeiten auf Papier
Mit mehr als 26.000 Arbeiten auf Papier verfügt das Museum über eine umfangreiche Sammlung von Zeichnungen und Aquarellen, Drucken und Fotografien. Hierzu gehören mittelalterliche Handschriften ebenso wie Albrecht Dürers Stich Die heilige Familie mit der Libelle und Radierungen von Jusepe de Ribera, Rembrandt van Rijn oder Francisco de Goya. Besonders umfangreich ist der Bestand an Drucken nach Motiven von William Turner und an grafischen Arbeiten von Künstlern aus dem US-Bundesstaat Indiana. Hinzu kommt Plakatkunst wie Moulin Rouge-La Goulue von Henri de Toulouse-Lautrec oder amerikanische Druckgrafik wie A Stag at Sharkey’s von George Wesley Bellows und verschiedene Arbeiten von Andy Warhol. Zu den vom Museum zusammengetragenen Fotografien gehören Arbeiten von William Henry Fox Talbot, Julia Margaret Cameron, Alexander Michailowitsch Rodtschenko, Brassaï, Robert Frank, Cindy Sherman oder Diane Arbus.

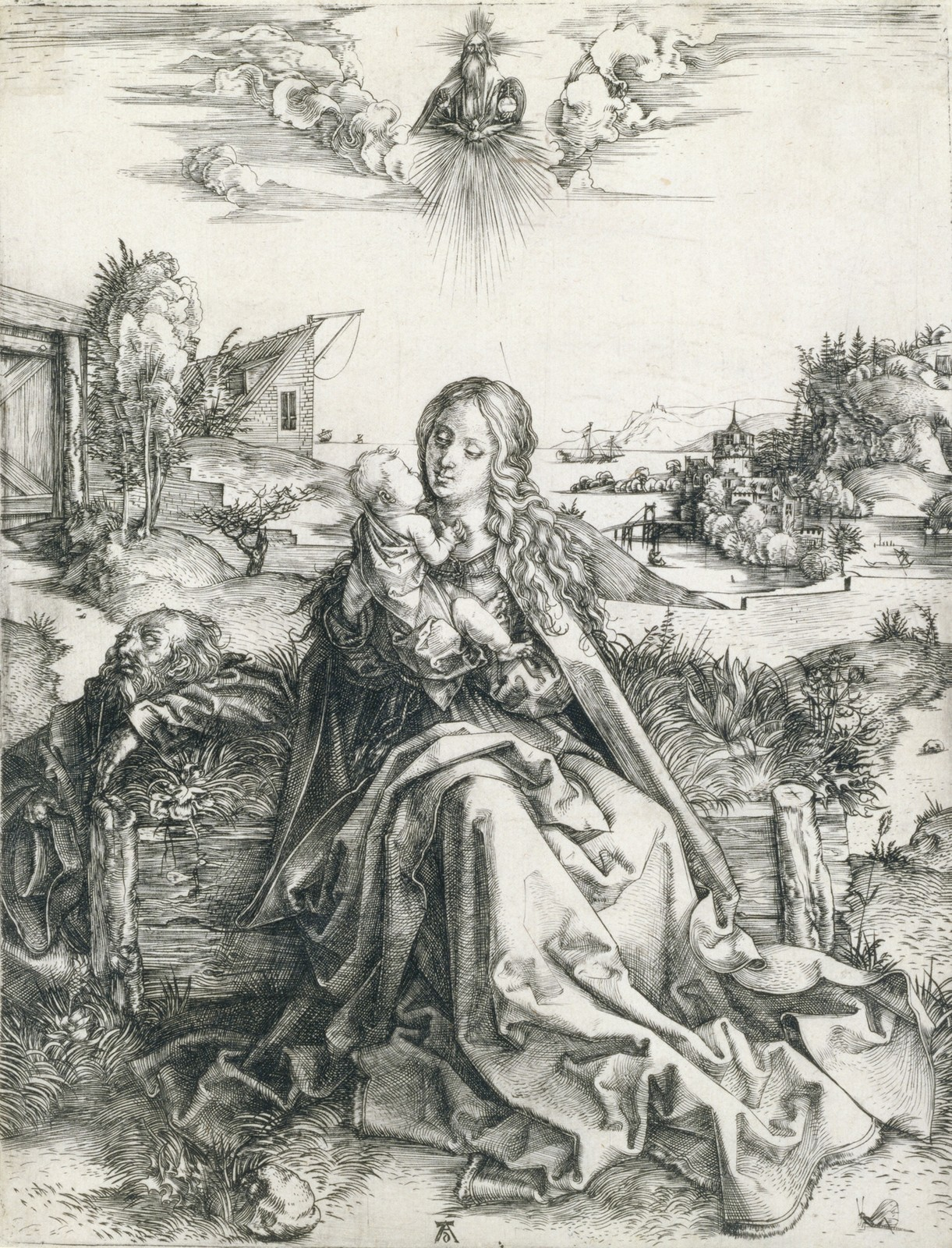
Albrecht Dürer: Die heilige Familie mit der Libelle
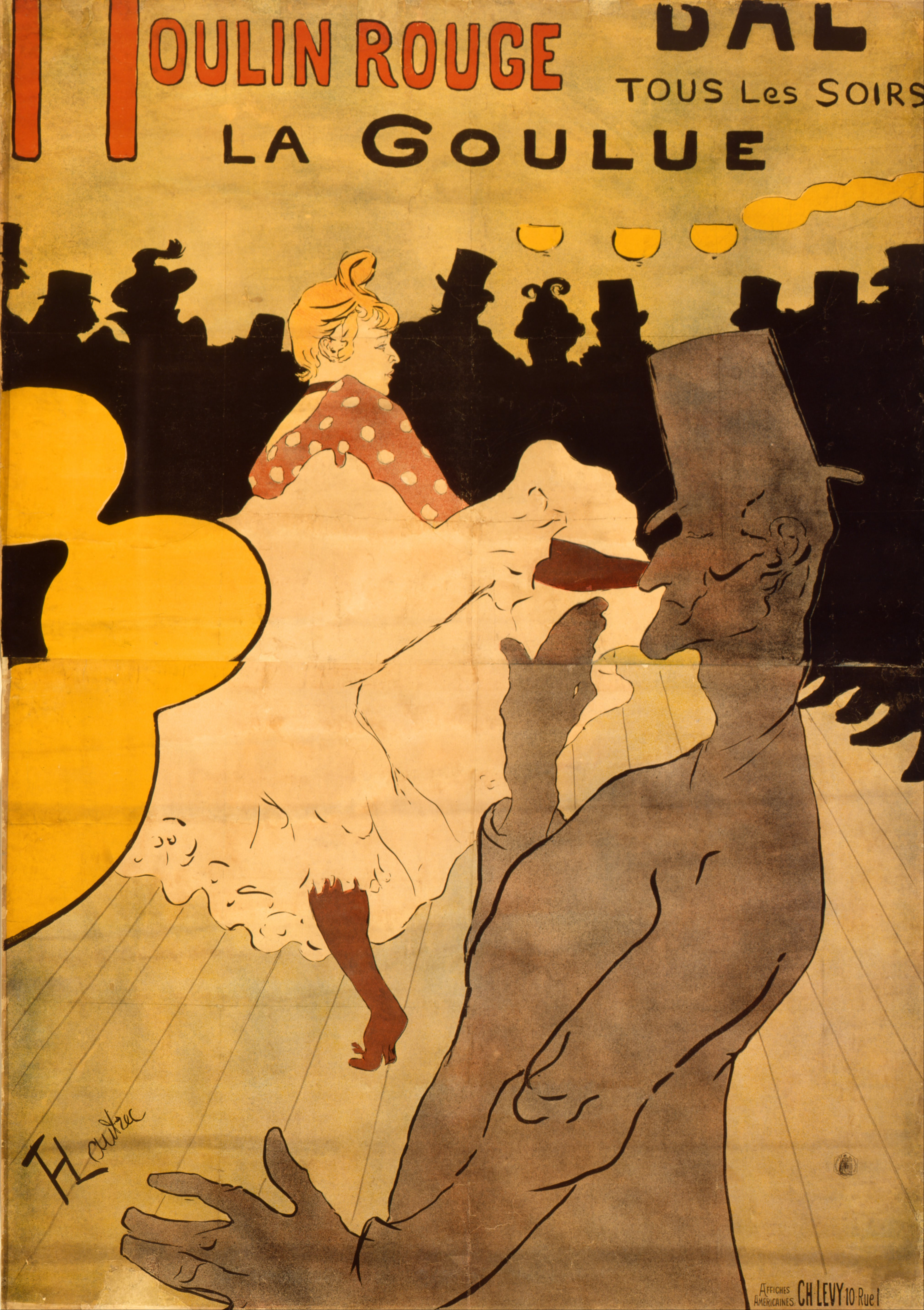
Henri de Toulouse-Lautrec: Moulin Rouge-La Goulue
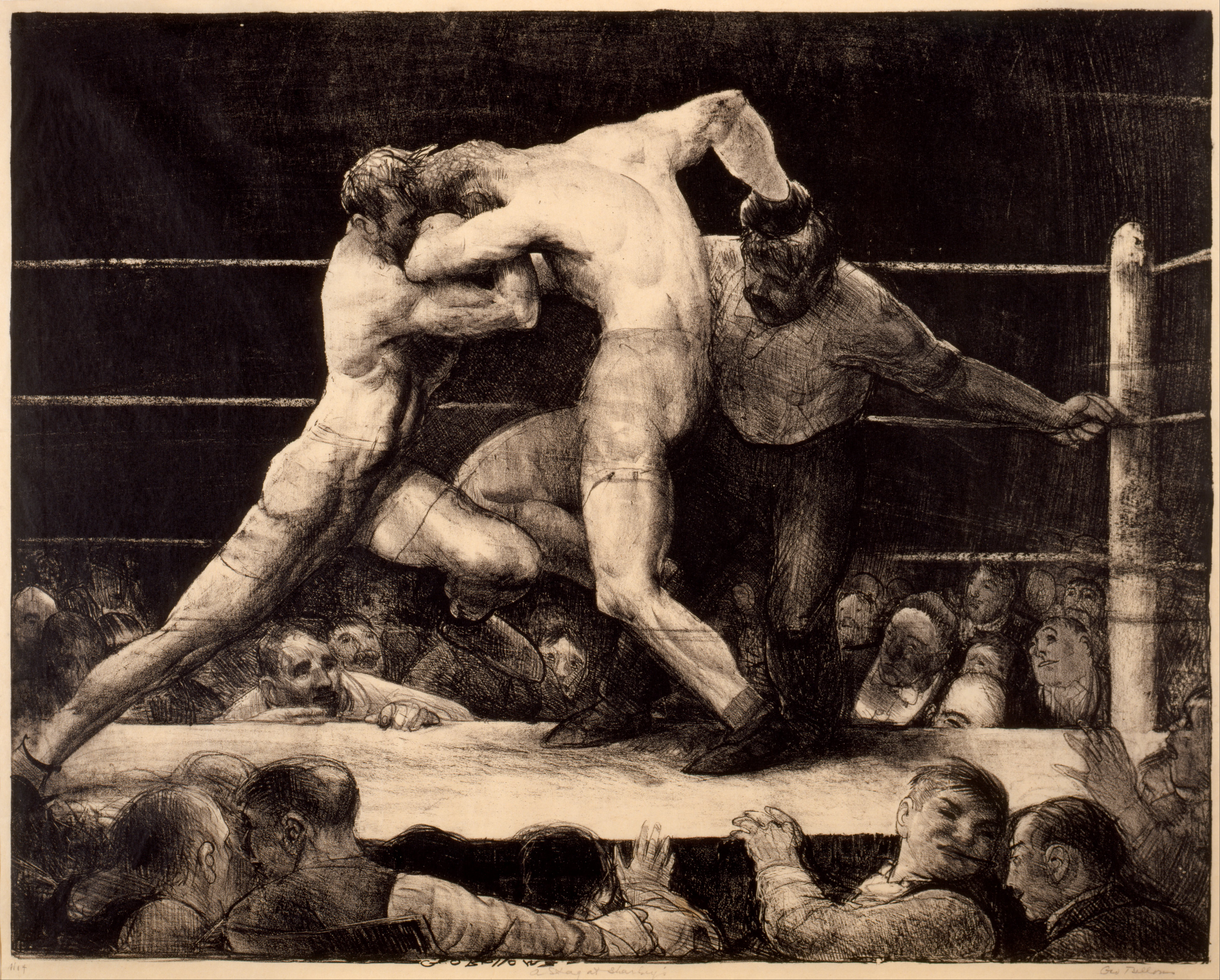
George Wesley Bellows: A Stag at Sharkey’s

### Asiatische Kunst
Die Abteilung für Asiatische Kunst umfasst Objekte aus China, Tibet, Japan, Korea, Indien, Iran, Afghanistan und Südostasien. Der umfangreiche Bestand an chinesischer Kunst reicht von verschiedenen Porzellanstücken und Keramiken, über Tonfiguren bis zu Malerei auf Seidenrollen. Aus Japan stammt eine bedeutende Sammlung von Holzschnitten, verschiedenen Skulpturen, Lackarbeiten und Keramiken.

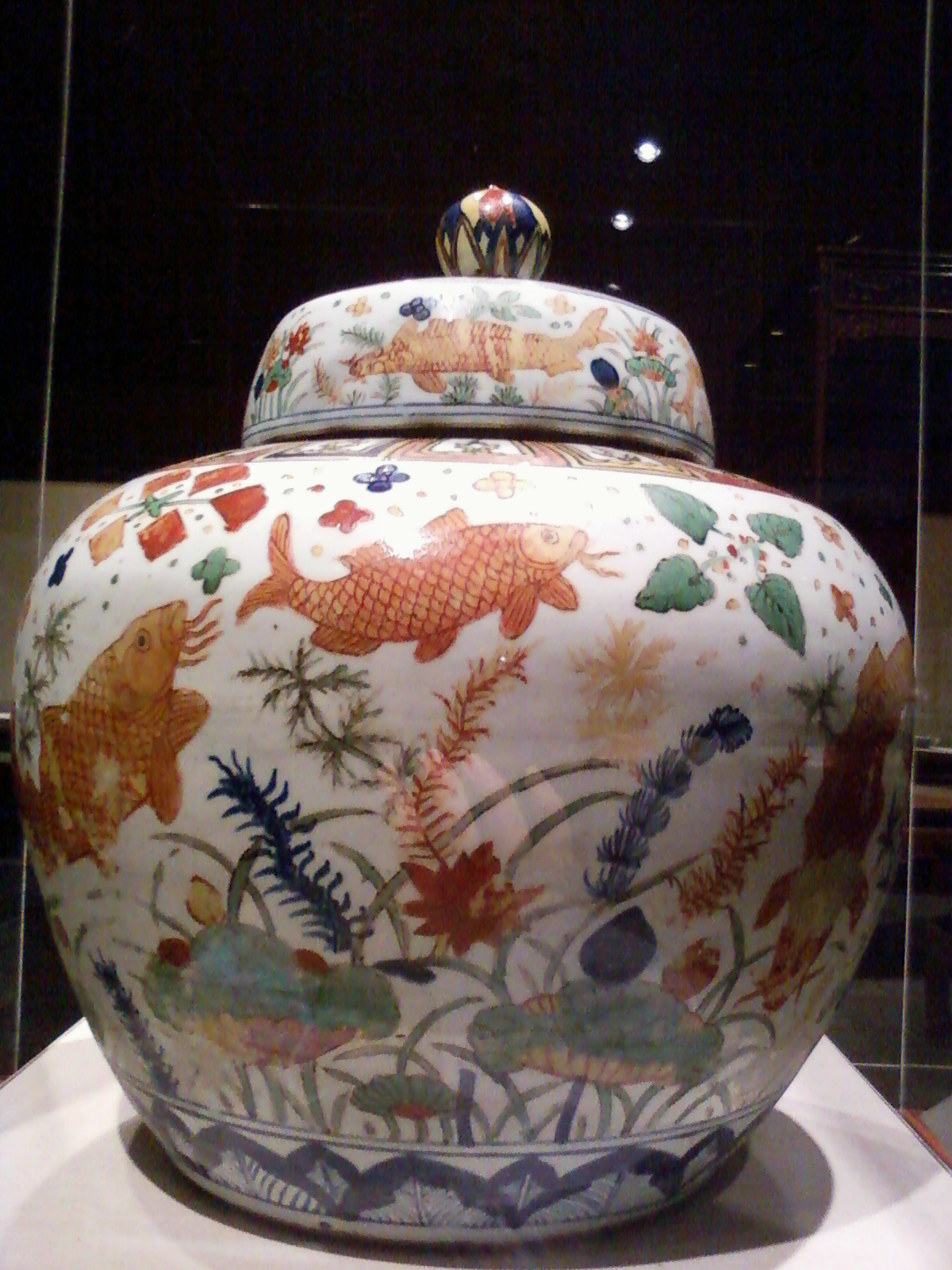
Deckelvase mit Karpfendekor, China, 1522–1566
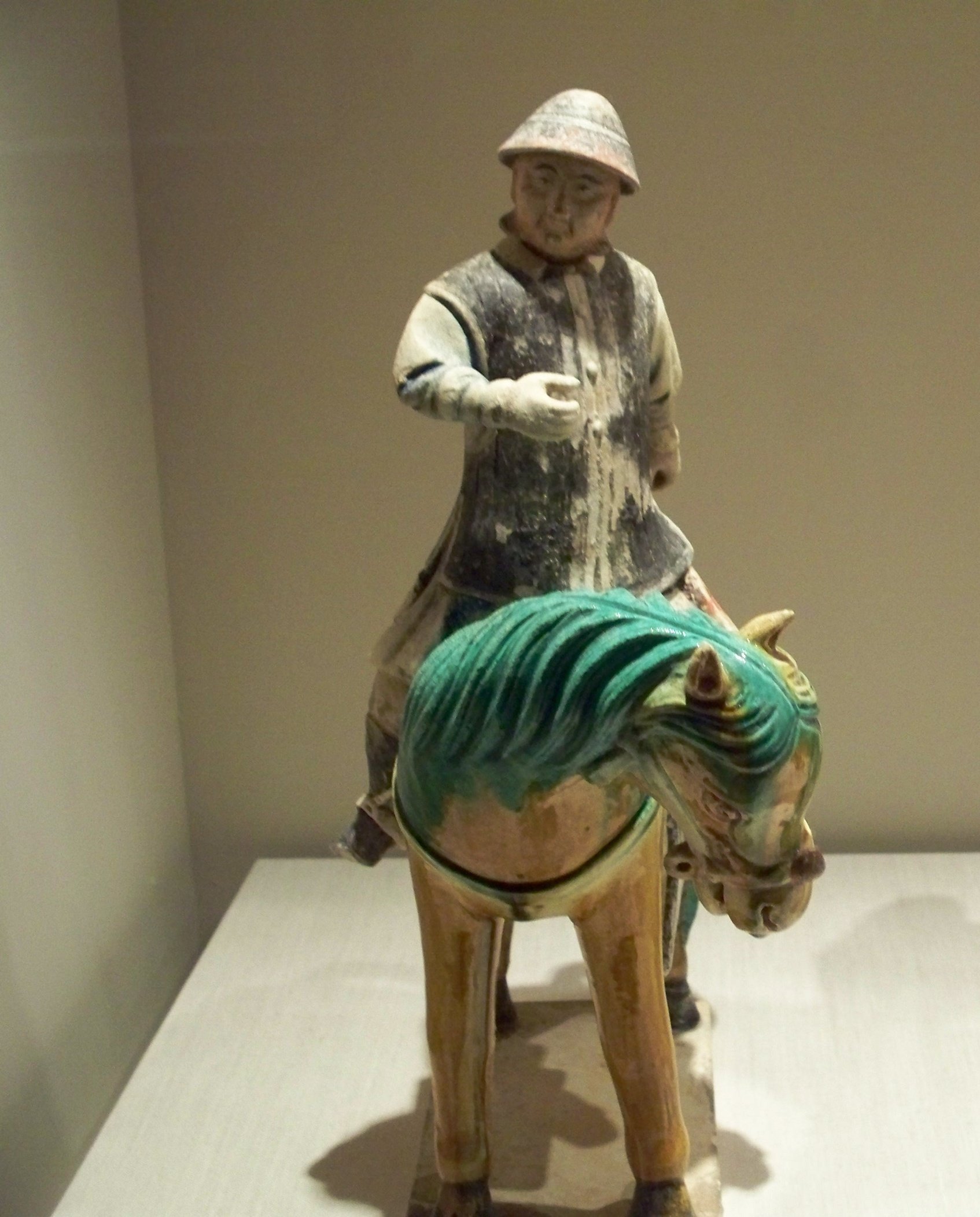
Reiterfigur, China, Ming-Dynastie
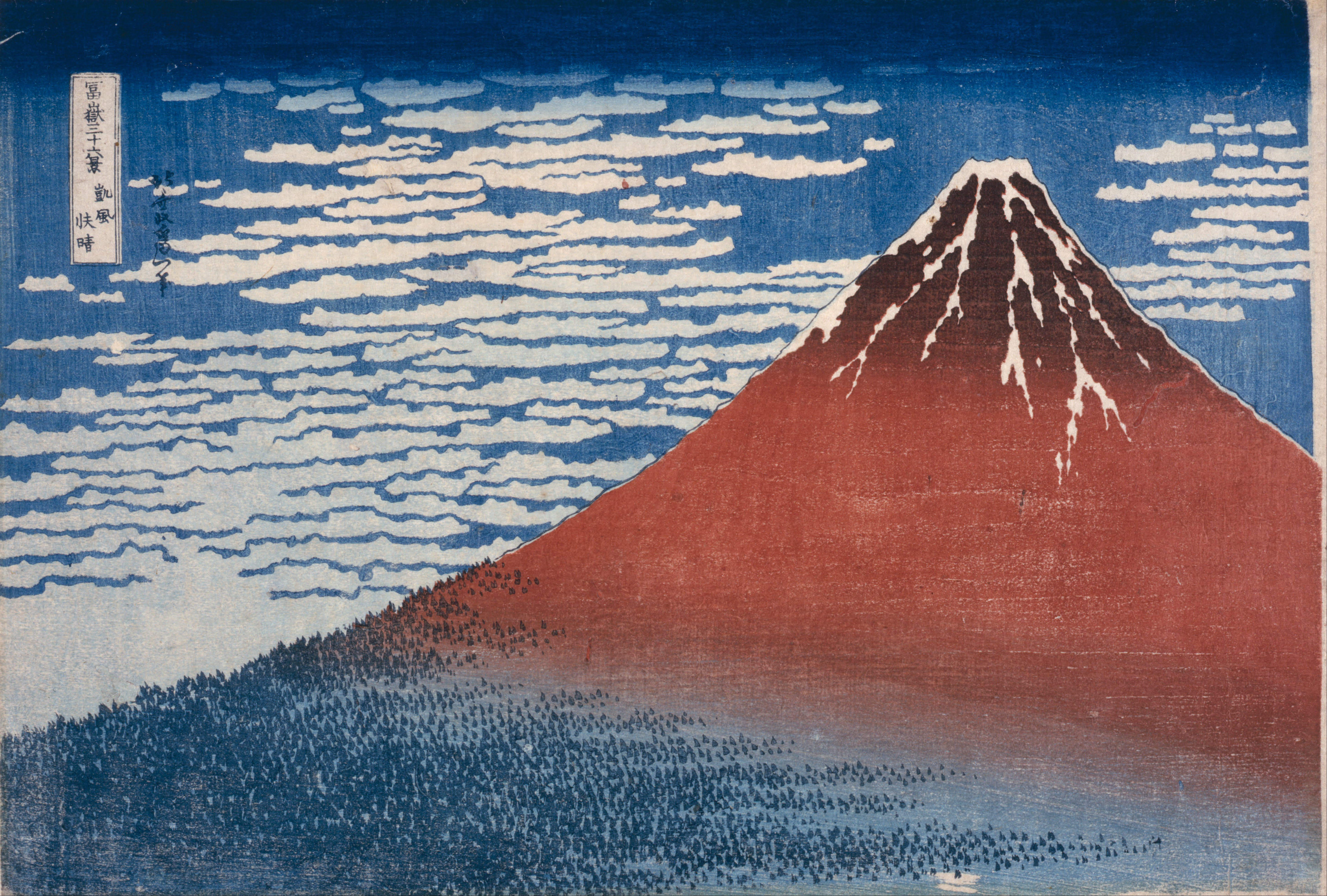
Katsushika Hokusai: Klare Morgendämmerung bei Südwind, Holzschnitt, 1830–1836
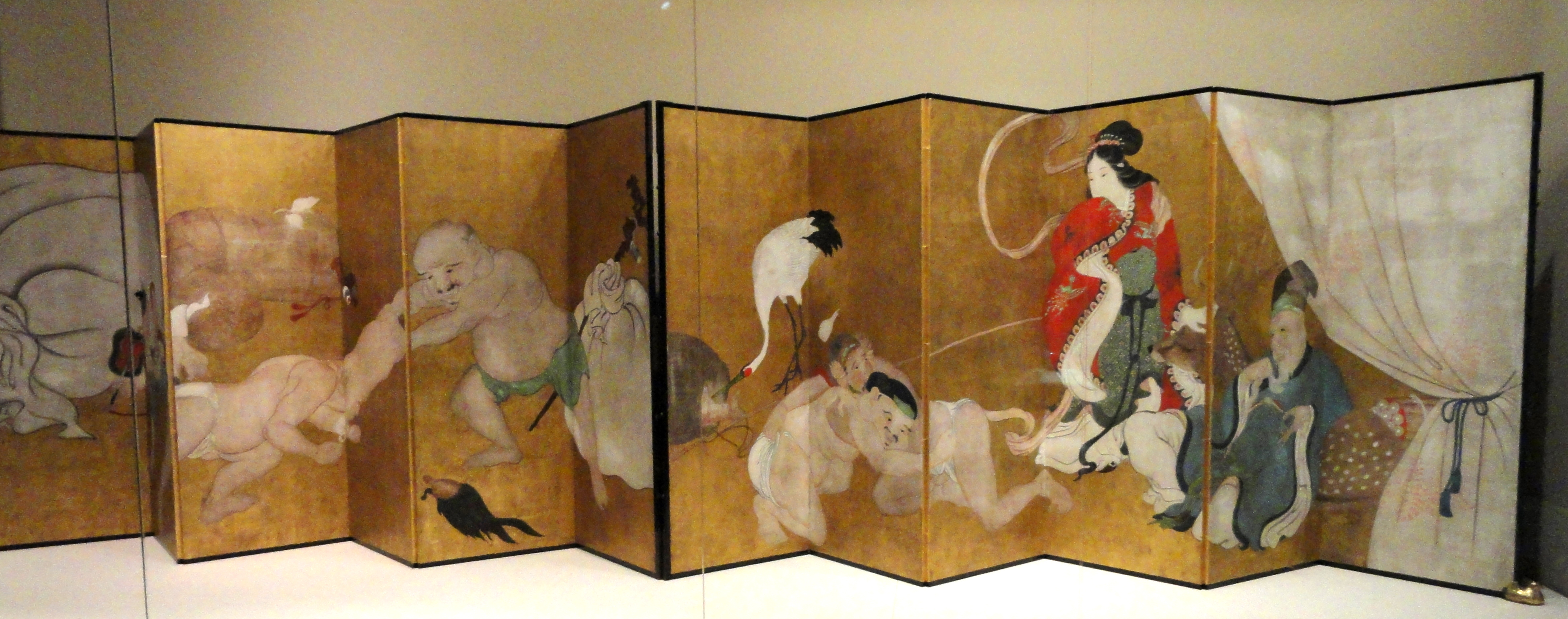
Wandschirm mit den sieben Glücksgöttern, Japan, um 1700

### Europäische Kunst bis 1945
Zu den ältesten Werken der europäischen Malerei im Museum gehört ein um das Jahr 1125 entstandenes spanisches Fresko des Meisters von San Baudelio de Berlanga mit dem Motiv Christus zieht in Jerusalem ein. Weitere Arbeiten spanischer Künstler sind beispielsweise die deutlich später entstandenen Gemälde Aristoteles von Jusepe de Ribera und Porträt des Félix Colón de Larriátegui von Francisco de Goya. Italienische Gemälde im Museum reichen vom spätmittelalterlichen Tafelbild Trauernde Jungfrau eines Agnolo Gaddi über Werke von Künstlern der Renaissance wie Porträt eines Mannes von Tizian bis zur Barockmalerei mit Werken wie Apollo und die Musen von Domenico Tintoretto, Der Traum des Josef von Luca Giordano oder den Veduten Römisches Capriccio: Pantheon und weitere Bauten von Giovanni Paolo Pannini und Ansicht der Piazzetta San Marco von Giovanni Antonio Canal.
Bedeutend ist zudem die Sammlung flämischer und niederländischer Malerei des Barock. So gibt es die Historiendarstellung Triumpzug von Kaiser Konstantin in Rom von Peter Paul Rubens, das religiöse Motiv Einzug von Christus nach Jerusalem von Anthonis van Dyck und ein Selbstporträt von Rembrandt van Rijn. Hinzu kommen die Gemälde Frau mit Perlen und roter Kleidung von Govaert Flinck, Porträt eines Herrn von Nicolaes Maes und die Landschaftsbilder Die Wassermühle von Meindert Hobbema, Der Valkhof in Nijmegen von Aelbert Jacobsz. Cuyp, Am Wegesrand von David Teniers dem Jüngeren, Flusslandschaft und Seestück mit Steilküste von Jan Brueghel dem Älteren sowie Landschaft mit Teich und Landschaft mit Wasserfall von Jacob van Ruisdael. Weitere Werke der niederländischen Malerei in der Sammlung sind das Stillleben mit Tonkrug, Berkemeyer und Rauchuntensilien von Pieter Claesz und das Stillleben mit chinesischer Porzellanvase von Willem Kalf.

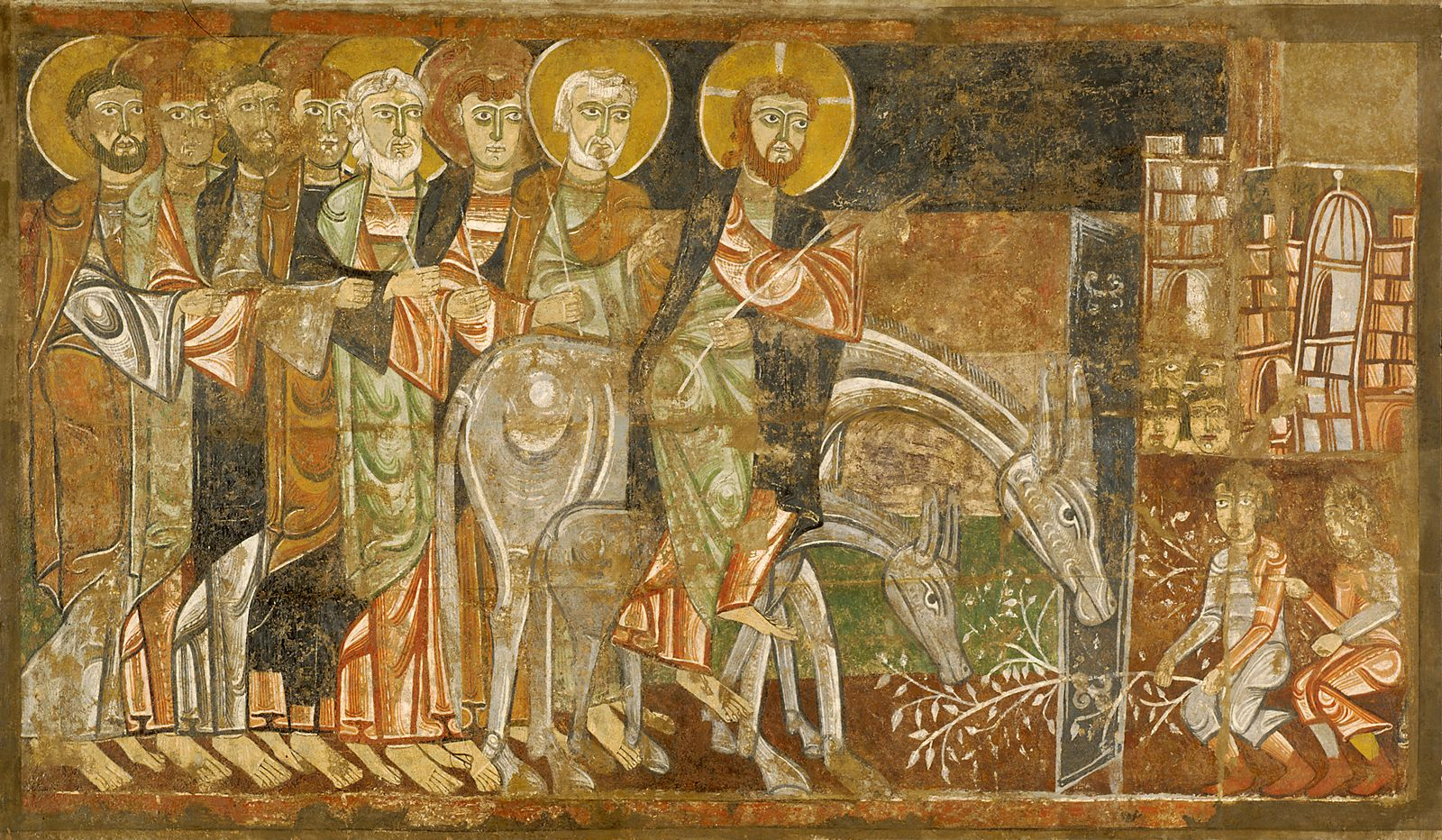
Meister von San Baudelio de Berlanga: Christus zieht in Jerusalem ein
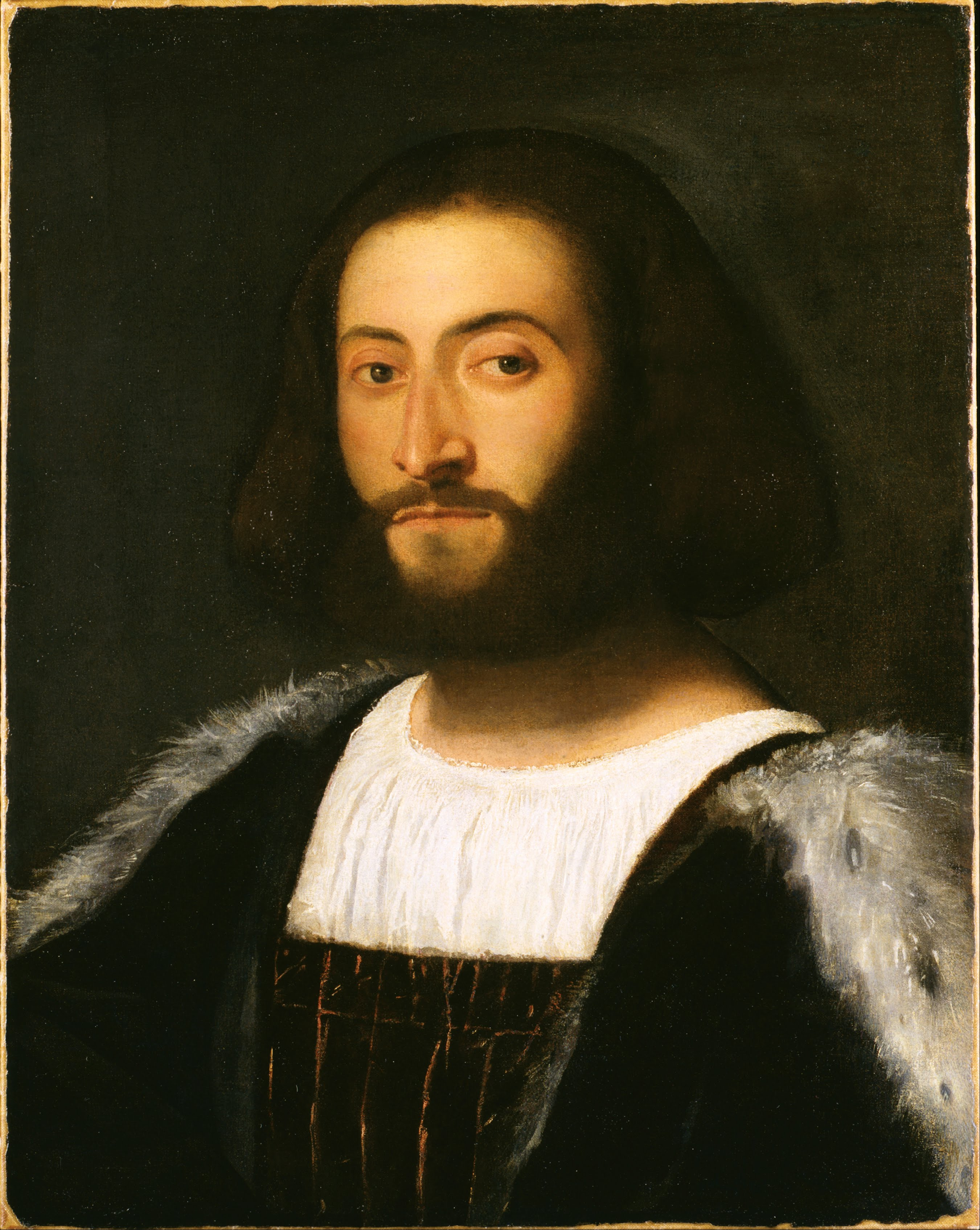
Tizian: Porträt eines Mannes
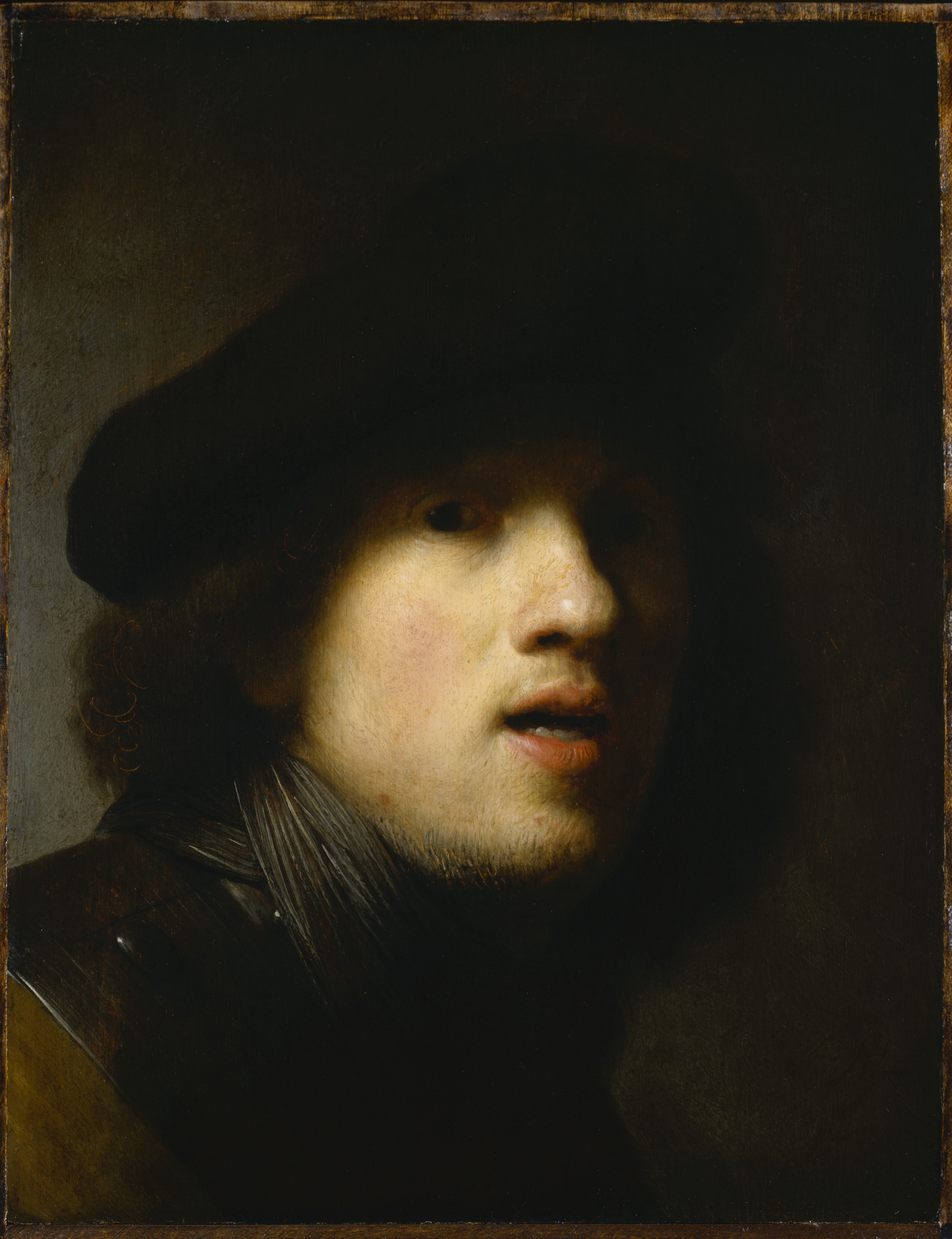
Rembrandt van Rijn: Selbstporträt
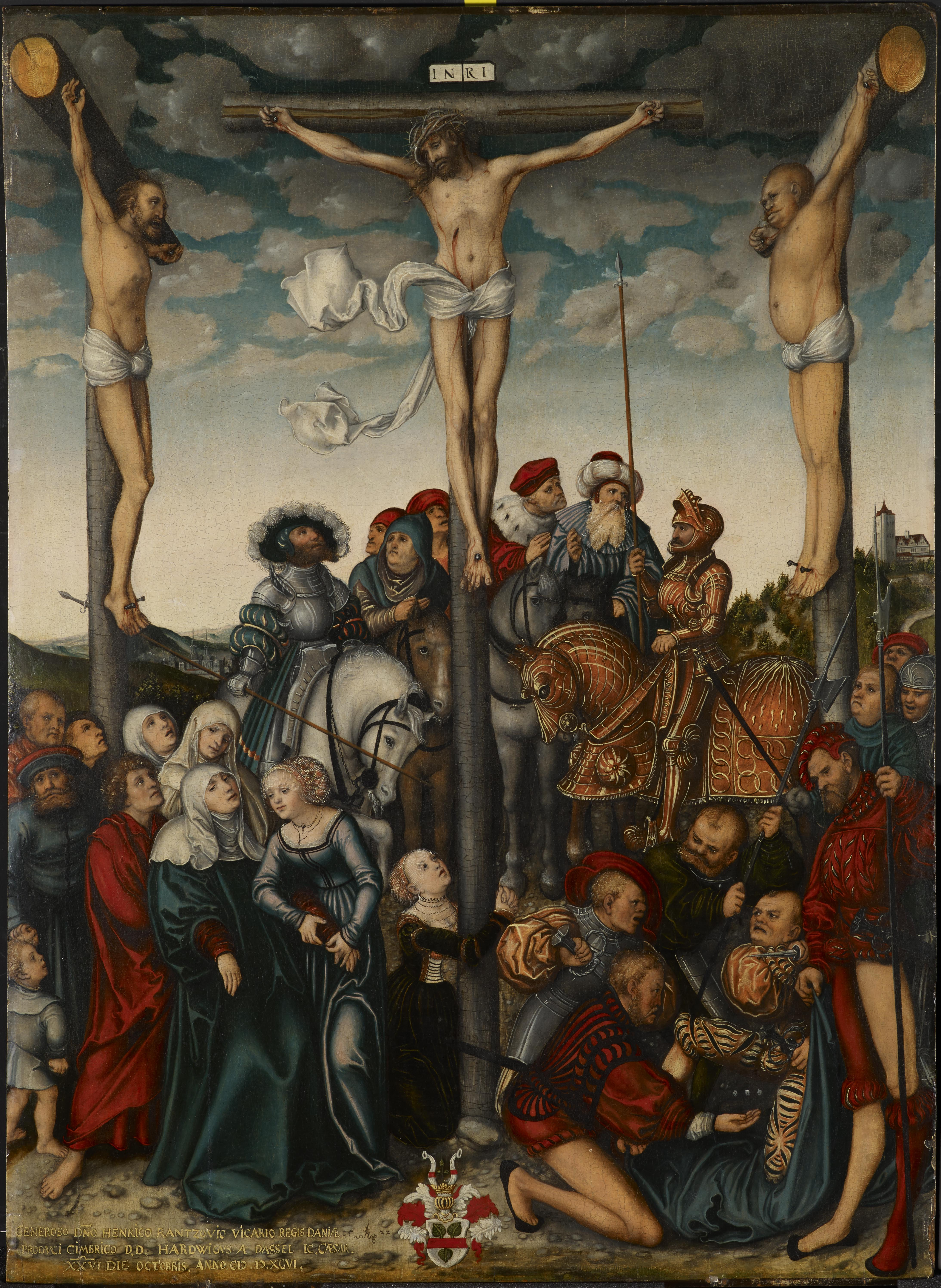
Lukas Cranach der Ältere: Kreuzigung

Die deutsche Malerei ist im Museum exemplarisch vertreten mit Werken wie einer Kreuzigung von Lucas Cranach dem Älteren oder einem Porträt Otto von Bismarck von Franz von Lenbach. Beispiele englischer Malerei sind das Portrait of Thomas Bowlby von Joshua Reynolds, eine Waldlandschaft mit reitenden Bauern von Thomas Gainsborough und das Pferdeporträt Pangloss von George Stubbs. Zu einer kleinen Werkgruppe des Malers William Turner gehören ein Selbstporträt, das biblische Thema Die fünf ägyptischen Plagen und die Landschaftsansicht Regatta vor East Cowes Castle.
Ein frühes Beispiel der französischen Malerei im Museum ist das Porträt des François de Scepeaux von François Clouet. Die französische Barockmalerei wird im Museum repräsentiert durch Werke wie das Porträt des Schauspielers Grandval von Nicolas Lancret, das Genrebild Mutterfreude von Jean-Honoré Fragonard oder das biblische Motiv Die Flucht nach Ägypten von Claude Lorrain. Hinzu kommen das Stillleben Suppengemüse von Jean Siméon Chardin, eine Idyllische Landschaft mit Anglerin von François Boucher und das Bild Tanz auf dem Land von Antoine Watteau. Werke der französischen Malerei des 19. Jahrhunderts sind das Gemälde Bauer mit Schubkarre von Jean-François Millet sowie zwei Darstellungen aus dem Leben des Don Quijote und das Landschaftsbild Wildbach in den Highlands von Gustave Doré. Hinzu kommen Arbeiten des Impressionismus wie Das Haus der tauben Frau und der Turm von Eragny und Das Ufer der Oise bei Pontoise von Camille Pissarro und die beiden Stadtansichten Charing Cross Bridge und San Giorgio Maggiore, Venedig von Claude Monet. Von Vincent van Gogh gibt es in der Sammlung das Bild Landschaft bei Saint-Rémy und von Paul Gauguin das religiöse Gemälde Weihnachtsnacht und die Werke Der Flageolett-Spieler an der Steilküste, Landschaft in der Nähe von Arles, Stillleben mit dem Profil von Laval und Landschaft mit Pappeln. Weitere französische Werke der Sammlung sind Haus in der Provence von Paul Cézanne, Der Kanal von Gravelines, Petit Fort Philippe von Georges Seurat und die Bilder La Rue Mouffetard, Die Maas bei Dordrecht, Ein Schlackenhügel in der Nähe von Marchiennes von Maximilien Luce. Zu Beginn des 20. Jahrhunderts entstanden die symbolistischen Gemälde Das gotische Fenster und Das gelbe Segel von Odilon Redon. Weitere Werke sind die Bilder Blumenstillleben und Die Näherin von Édouard Vuillard, das Porträt Der Junge von Amedeo Modigliani, Der Rosenstrauß im Fenster von Balthus sowie die kubistischen Werke Mann und Frau von Fernand Léger und Ma Jolie von Pablo Picasso. Neben Gemälden gibt es einige europäische Skulpturen, beispielsweise einen Frauenkopf Negress von Jean-Baptiste Carpeaux und ein Martyr Auguste Rodin.

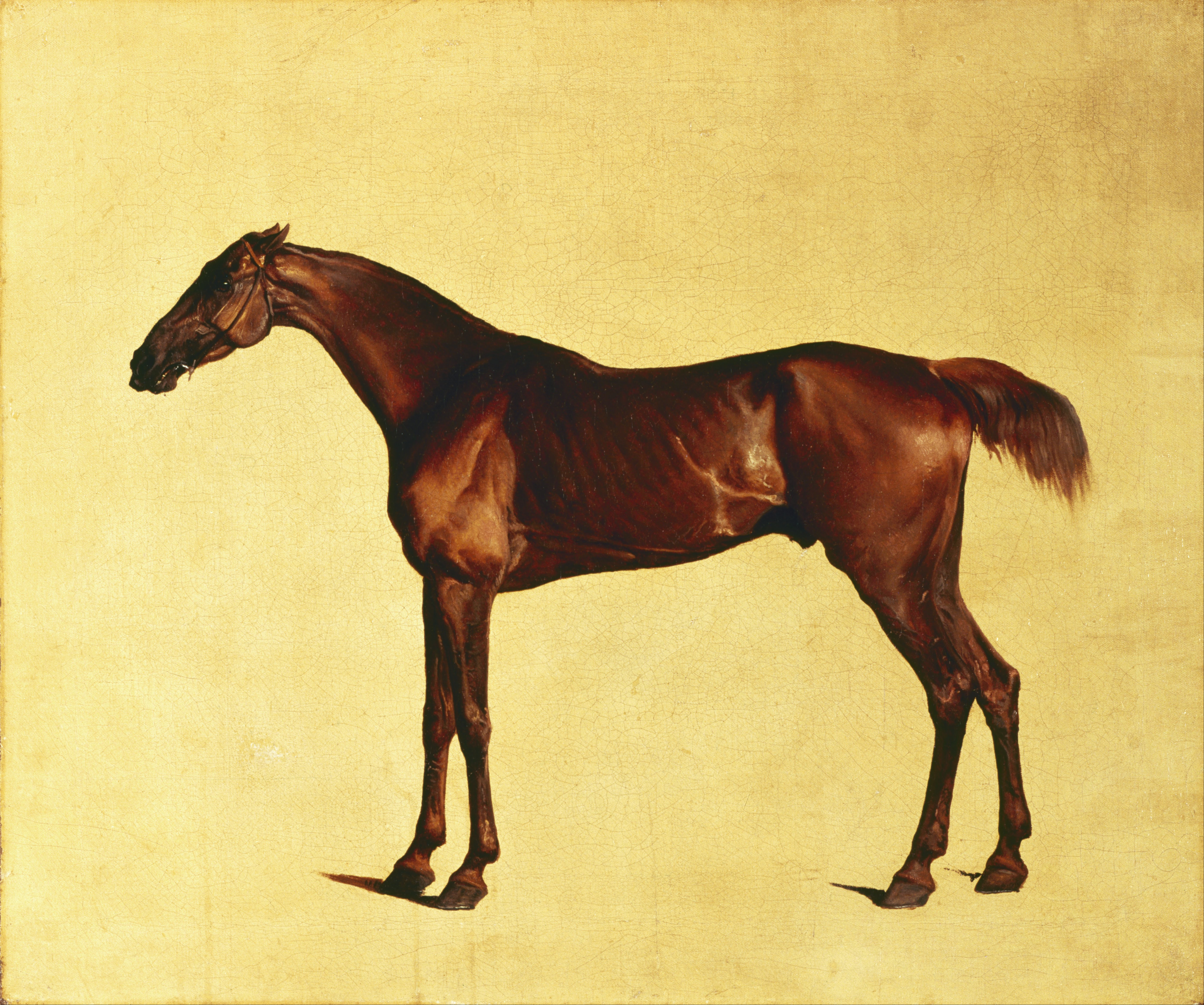
George Stubbs: Pangloss
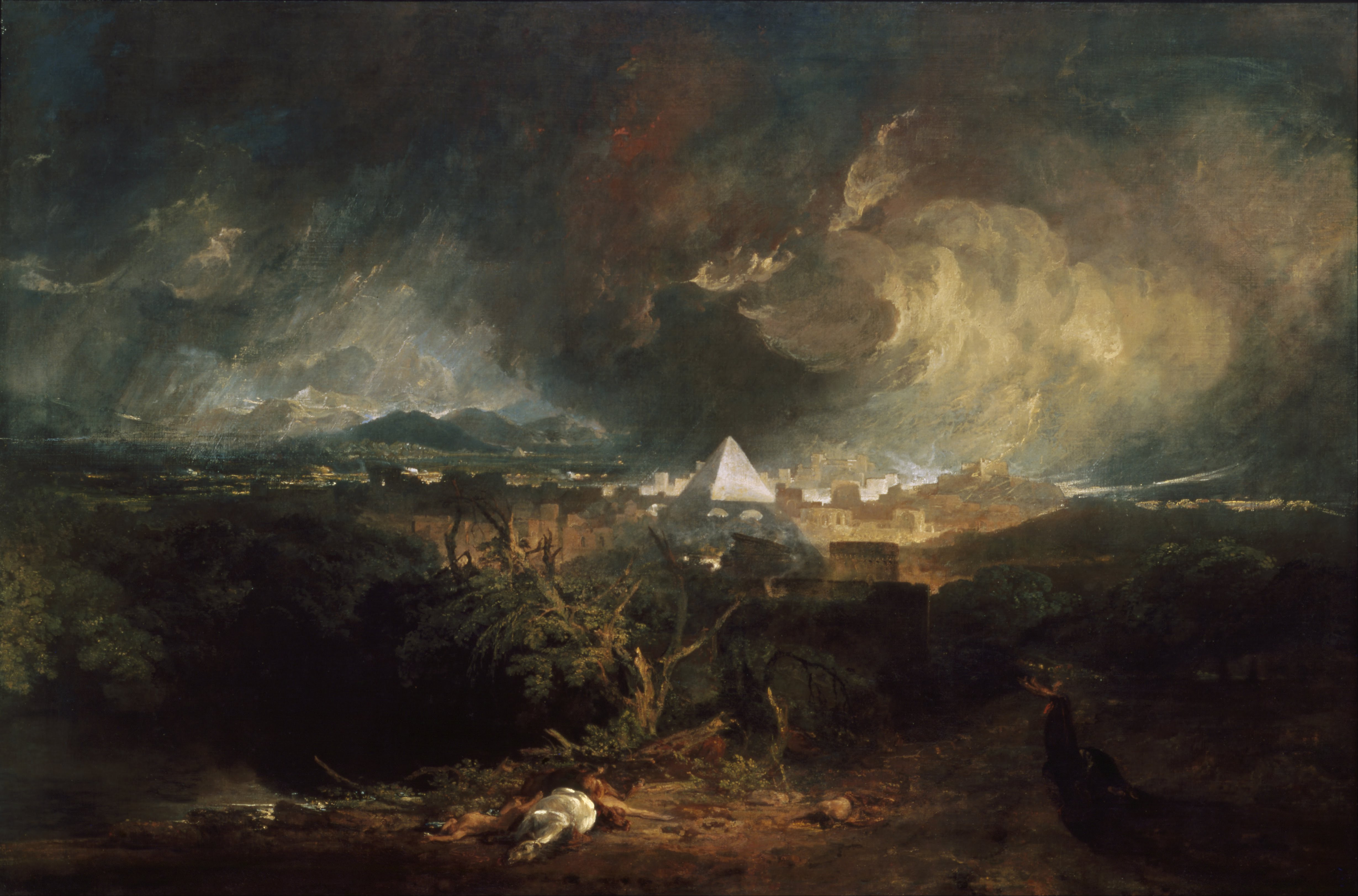
William Turner: Die Flucht nach Ägypten
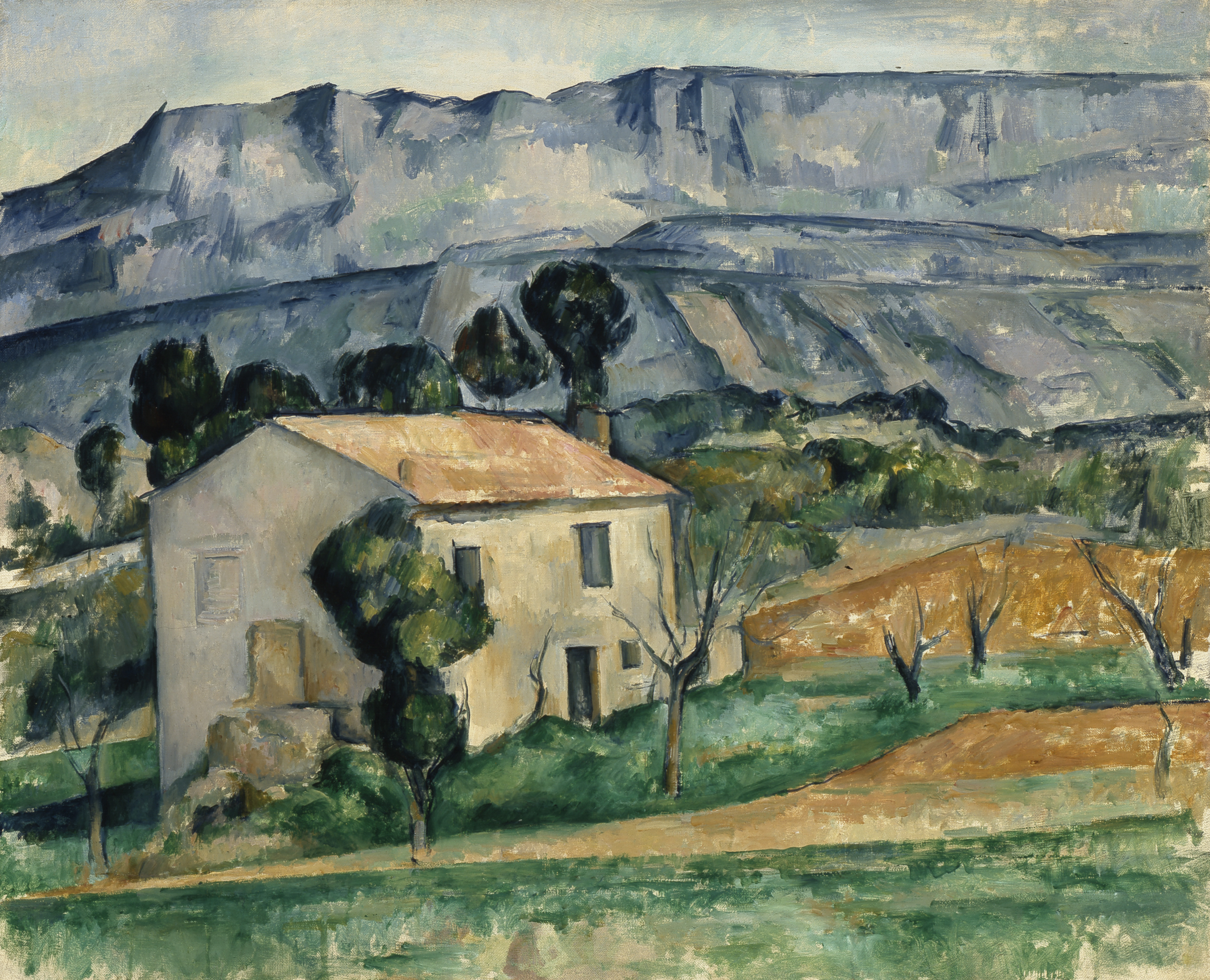
Paul Cézanne: Haus in der Provence
Vincent van Gogh: Landschaft bei Saint-Rémy
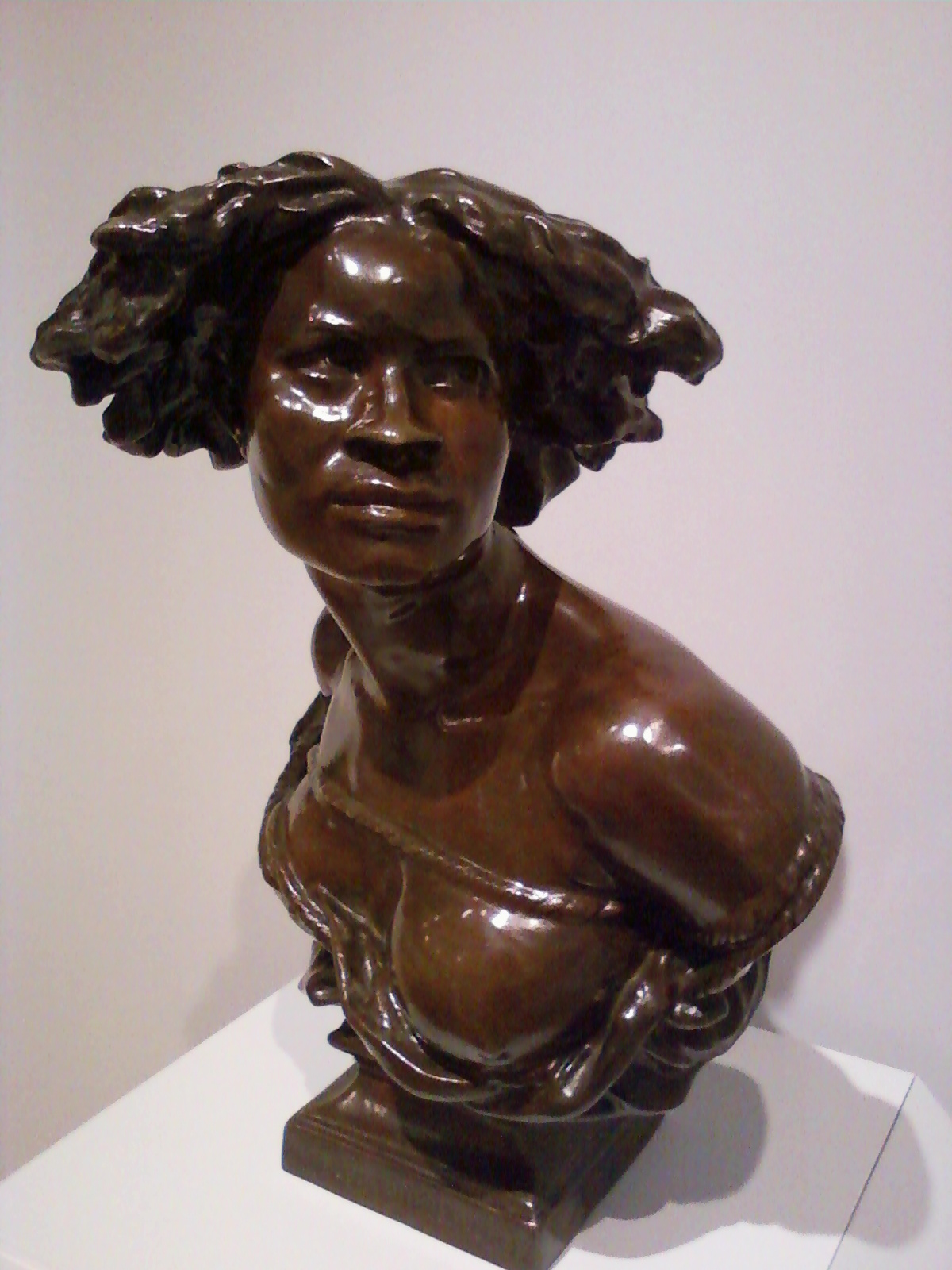
Jean-Baptiste Carpeaux: Negress

### Kunst nach 1945

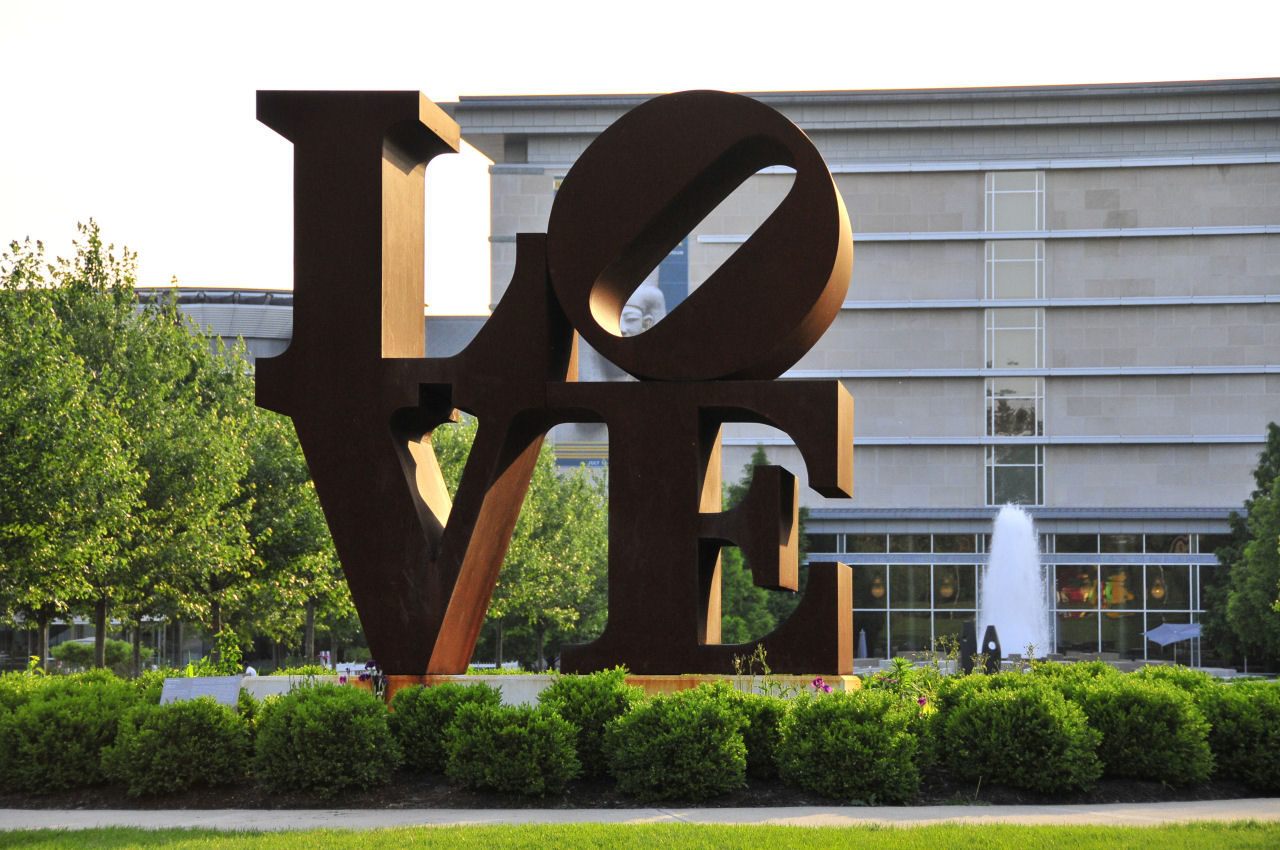
Robert Indiana: LOVE, Skulptur vor dem Museum

Die umfangreiche Sammlung zeitgenössischer Kunst umfasst neben Werken der Malerei und Skulptur auch andere Ausdrucksformen wie Videokunst oder Installationen. Im Bereich der Malerei gibt es beispielsweise Werke des Abstrakten Expressionismus von Joan Mitchell, die abstrakten Gemälde Poème d’amour und Radiant Space von Hans Hofmann und mehrere Bilder von Josef Albers. Hinzu kommen Werke des Fotorealismus wie Cafeteria und Car Reflections von Richard Estes. Von Robert Indiana besitzt das Museum ein Gemälde der bekannten Pop-Art-Serie LOVE. Das gleiche Motiv findet sich zudem als Stahlskulptur vor dem Museum. In der Sammlung gibt es weiterhin Kunst des Minimalismus von Donald Judd und Sol LeWitt, Videokunst von Nam June Paik, Konzeptkunst von Bruce Nauman, das Mobile Two White Dots in the Air von Alexander Calder, ein LED-Leuchtband von Jenny Holzer und eine Lichtinstallation von James Turrell.

### Kunsthandwerk und Design
In den Abteilungen für Kunsthandwerk und Design finden sich überwiegend Exponate aus Europa und den Vereinigten Staaten. Hierzu gehören Stücke aus der Renaissance, wie eine um 1510 entstandene Majolika-Schale aus Italien und Porzellan der Manufakturen Meißen, Nymphenburg, Wien, Sèvres, Worcester, Chelsea, Derby und Wedgwood. Hinzu kommen Glaswaren der französischen Glaskünstler René Lalique und Émile Gallé, Stücke der Wiener Werkstätte von Josef Hoffmann und Lampen, Vasen und Gläser des New Yorkers Louis Comfort Tiffany. Bei den Silberarbeiten gehören Stücke des amerikanischen Freiheitskämpfers Paul Revere zu den Besonderheiten der Sammlung. Ein Beispiel für den deutschen Jugendstil sind Messing-Kerzenleuchter von Richard Riemerschmid. Zudem gehören zum Bestand einige Möbelstücke, darunter europäische Barockmöbel und amerikanische Möbel aus der Kolonialzeit, beispielsweise ein Kabinettschrank von 1755. Zu den bekannten im Museum vertretenen Möbeltischlern gehören André-Charles Boulle, Augustus Welby Northmore Pugin und Louis Majorelle. Aus der zweiten Hälfte des 20. Jahrhunderts finden sich Stühle nach Entwürfen von Alessandro Mendini und Robert Venturi, ein von Michael Graves für Alessi entworfenes Kaffeeservice, ein Staubsauger des Herstellers Dyson oder Fliegenklatschen im Design von Philippe Starck.

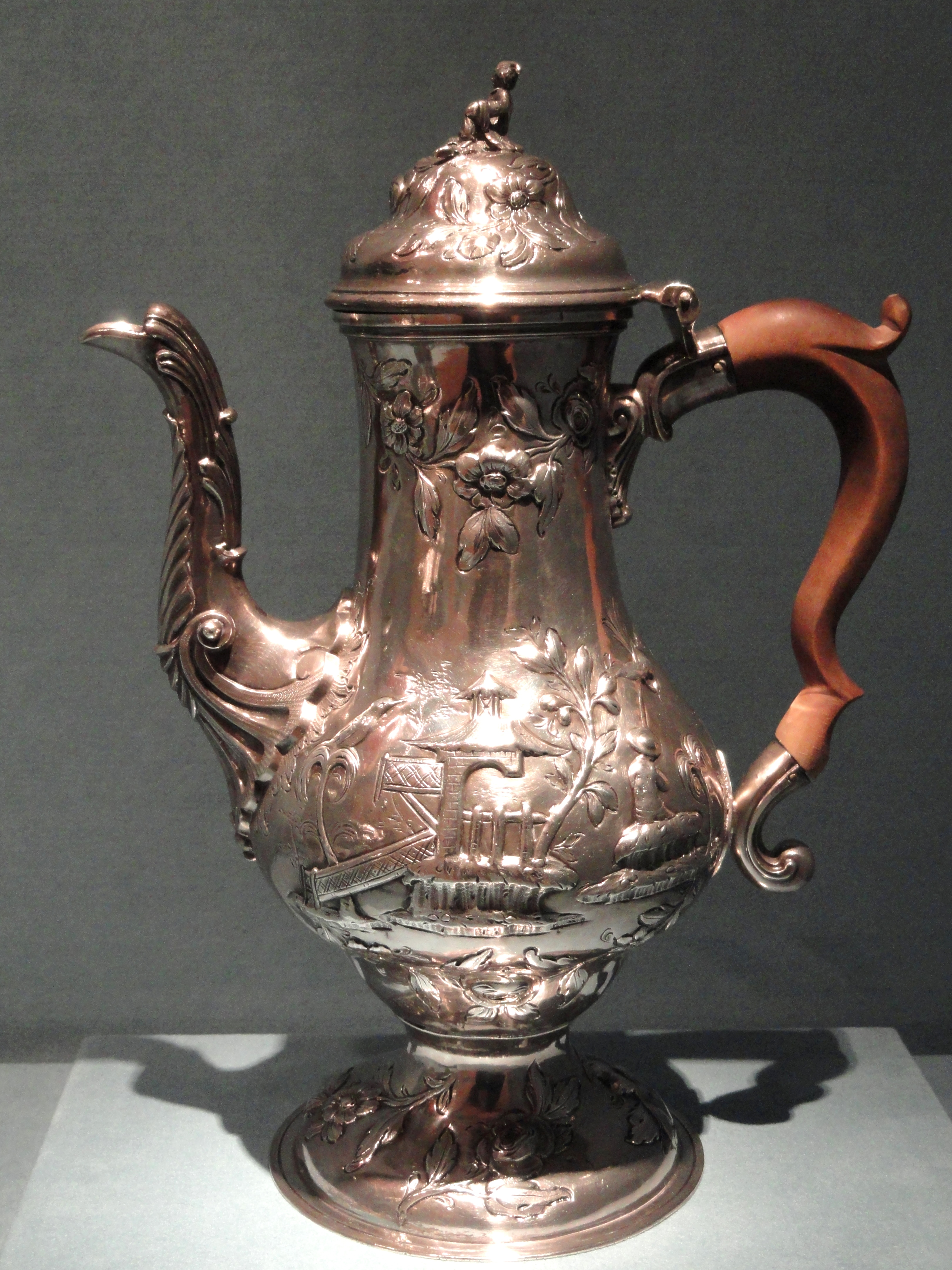
Englische Silberkanne, 1764
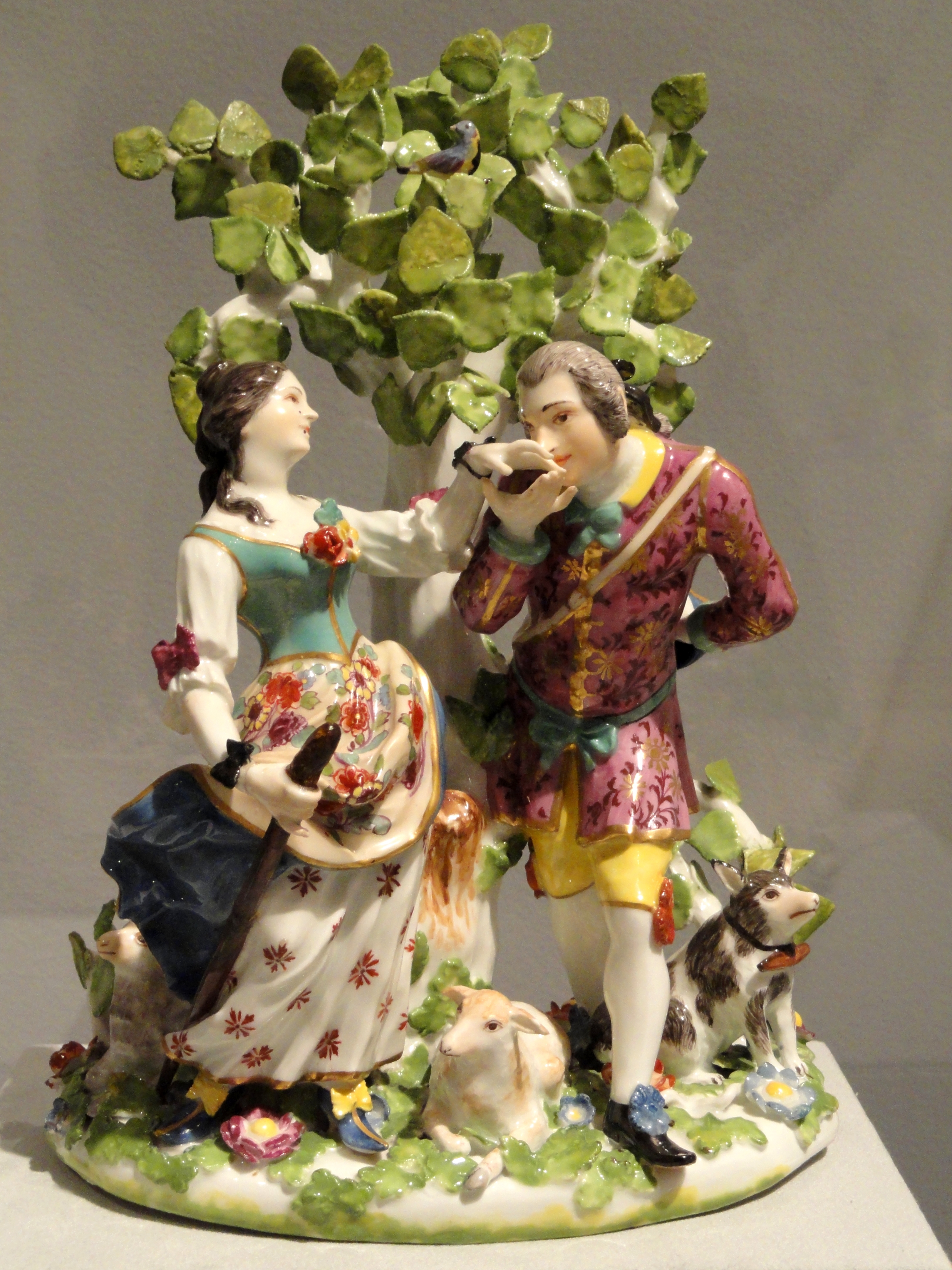
Handkuss, Meißner Porzellan, um 1738
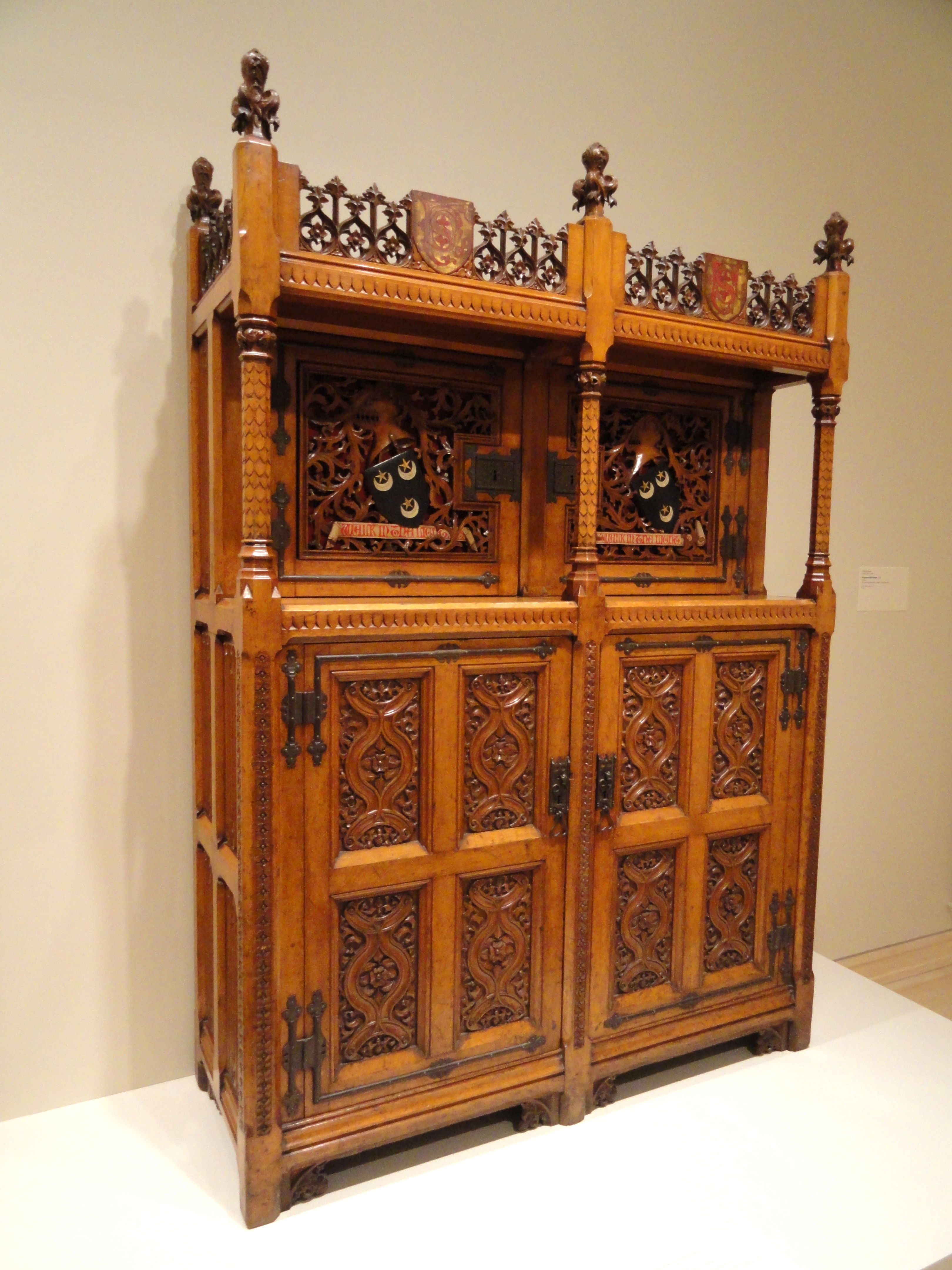
Kabinettschrank, Augustus Welby Northmore Pugin, um 1847
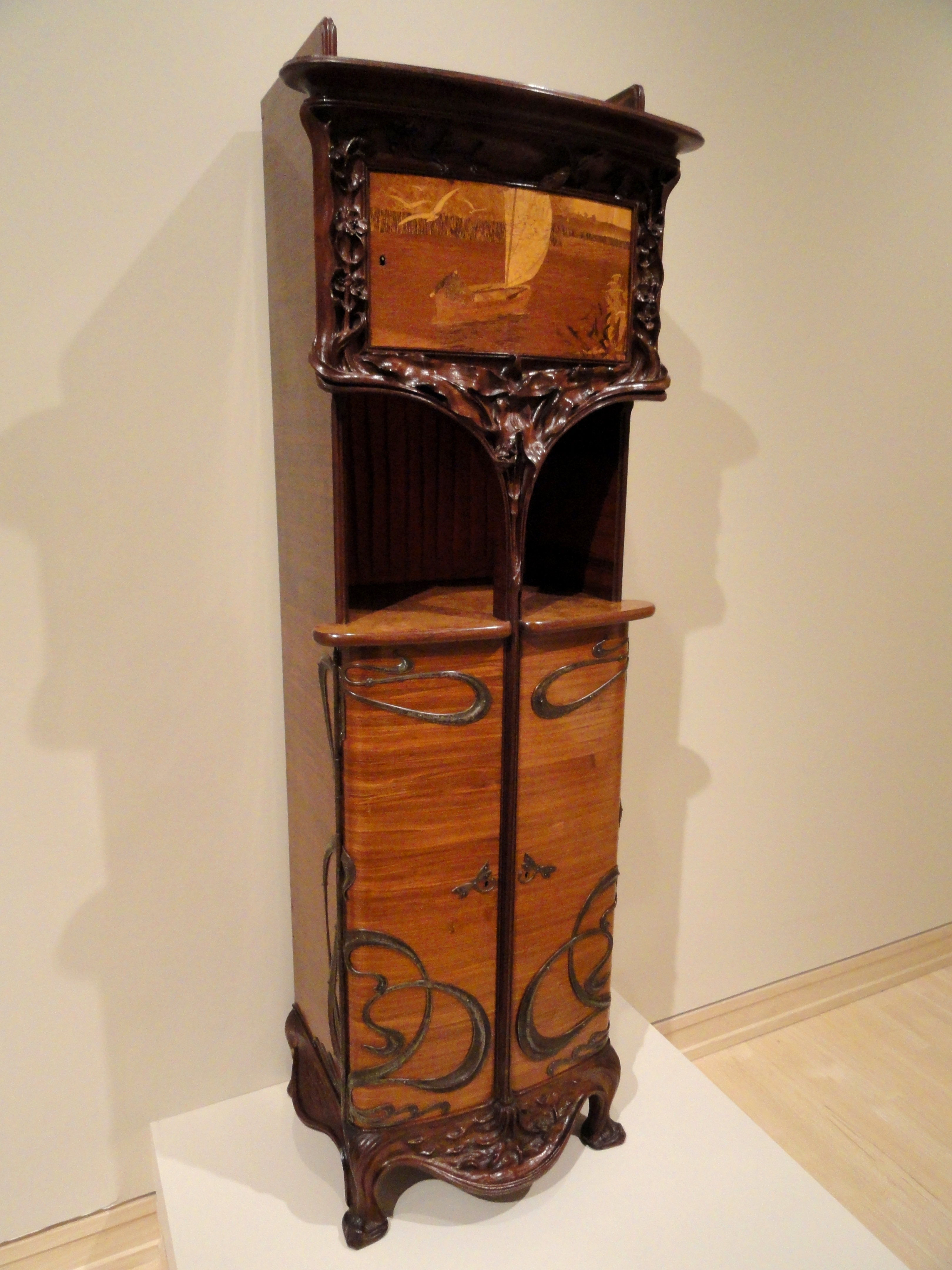
Kabinettschrank, Louis Majorelle, um 1900

### Textilien und Mode
Der Sammlungsbestand an Textilien und Mode umfasst etwa 7.000 Objekte. Nachdem bereits 1888 eine Stickereiarbeit aus Irland den Weg in das Museum gefunden hatte, begann der systematische Aufbau dieser Abteilung 1906 mit dem Ankauf von 100 chinesischen Stoffen und Bekleidungsstücken. Zu den Exponaten gehören zudem Teppiche aus unterschiedlichen Regionen der Erde. Darunter befinden sich Perserteppiche, Berberteppiche und chinesische Seidenteppiche, Wandteppiche aus Marokko oder von den Suzani aus Usbekistan sowie beispielsweise ein Gebetsteppich der Belutschen, ein Kelim-Gebetsteppich aus der Osttürkei und ein Gebetsteppich aus Tibet. Hinzu kommen unterschiedliche Textilien wie eine Totendecke der Paracas-Kultur, amerikanische Quilts oder ein zur Geschenkverpackung vorgesehener bemalter japanischer Stoff Fukusa.
Umfangreich ist zudem der Bestand an Bekleidung. Hierzu gehören traditionelle Textilien aus Indonesien, ein Kente-Bekleidungsstoff der Aschanti oder ein Bekleidungsstoff der Kuna aus Panama. Hinzu kommen indische Saris, japanische Kimonos, mexikanische Ponchos oder ein marokkanischer Brautkaftan aus dem 19. Jahrhundert. Beispiele europäischer Bekleidung reichen vom italienischen Messgewand über ein englisches Seidenbrokat-Damenkleid aus dem 18. Jahrhundert bis zu einem von Charles Frederick Worth entworfenen Seidenkleid für den russischen Zarenhof. Mode aus dem 20. Jahrhundert wird repräsentiert durch ein Abendkleid von 1926 der Modeschöpferin Jeanne Lanvin, ein Abendkleid von 1956 von Christian Dior, ein Ballkleid von 1958 von Norman Norell, ein kurzes Wollkleid von 1968 von Rudi Gernreich, ein Abendkleid von 1981 des amerikanischen Modeschöpfers Halston oder ein Kostüm von 1991 von Franco Moschino. Weitere in der Sammlung vertretene Designer sind Coco Chanel, Cristóbal Balenciaga, Gianni Versace und Jean Paul Gaultier. An Accessoires finden sich unter anderem einige Hüte, darunter ein Designerhut von Bes-Ben aus den 1950er Jahren. Eher ein Kunstobjekt ist die 2003 geschaffene Kopfbedeckung Two Trees von Sonya Clark. Weitere Werke von Textilkünstlern in der Sammlung stammen beispielsweise vom Amerikaner Jon Eric Riis oder von dem ghanaischen Künstler El Anatsui.

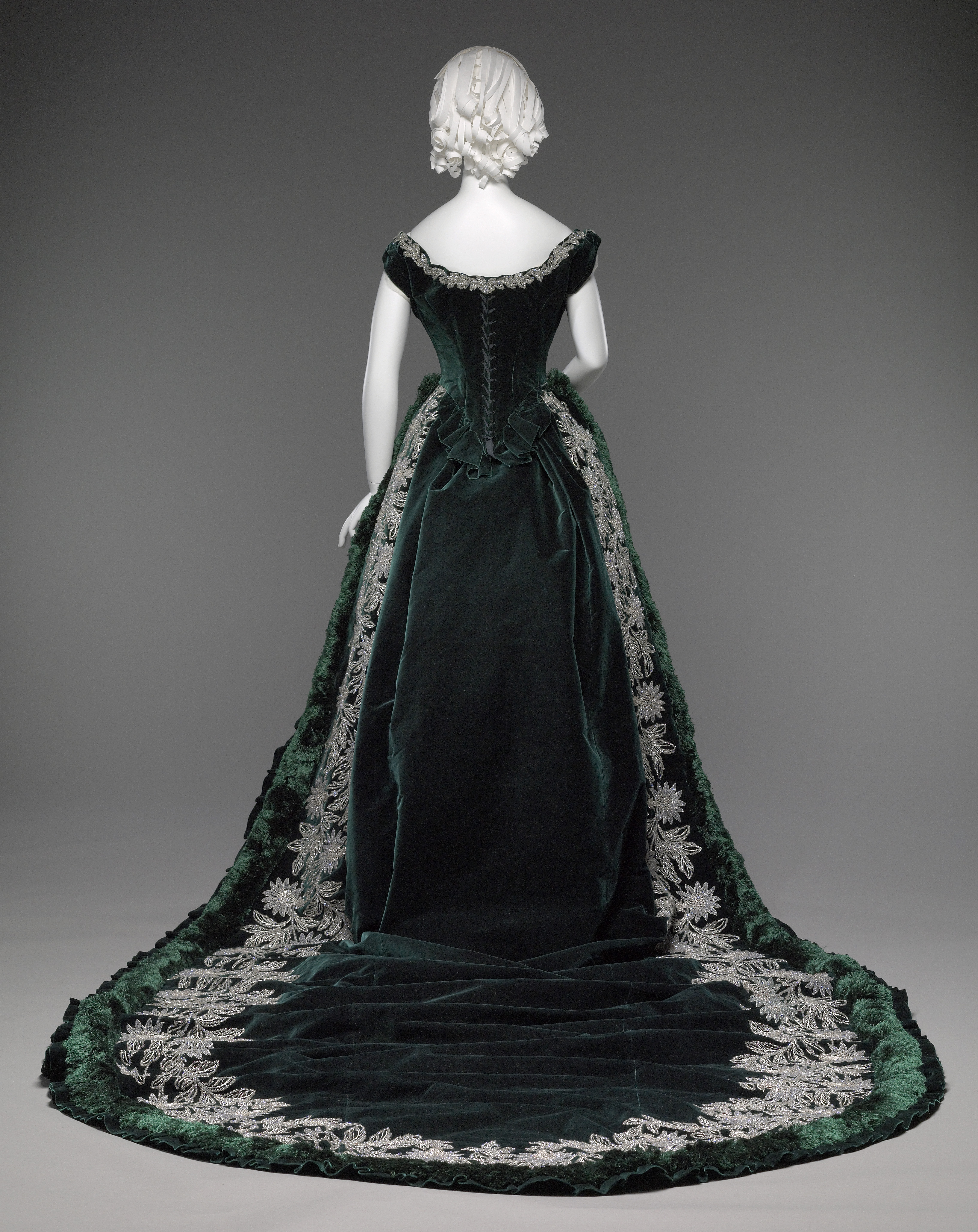
Kleid für den russischen Hof, Charles Frederick Worth, um 1888
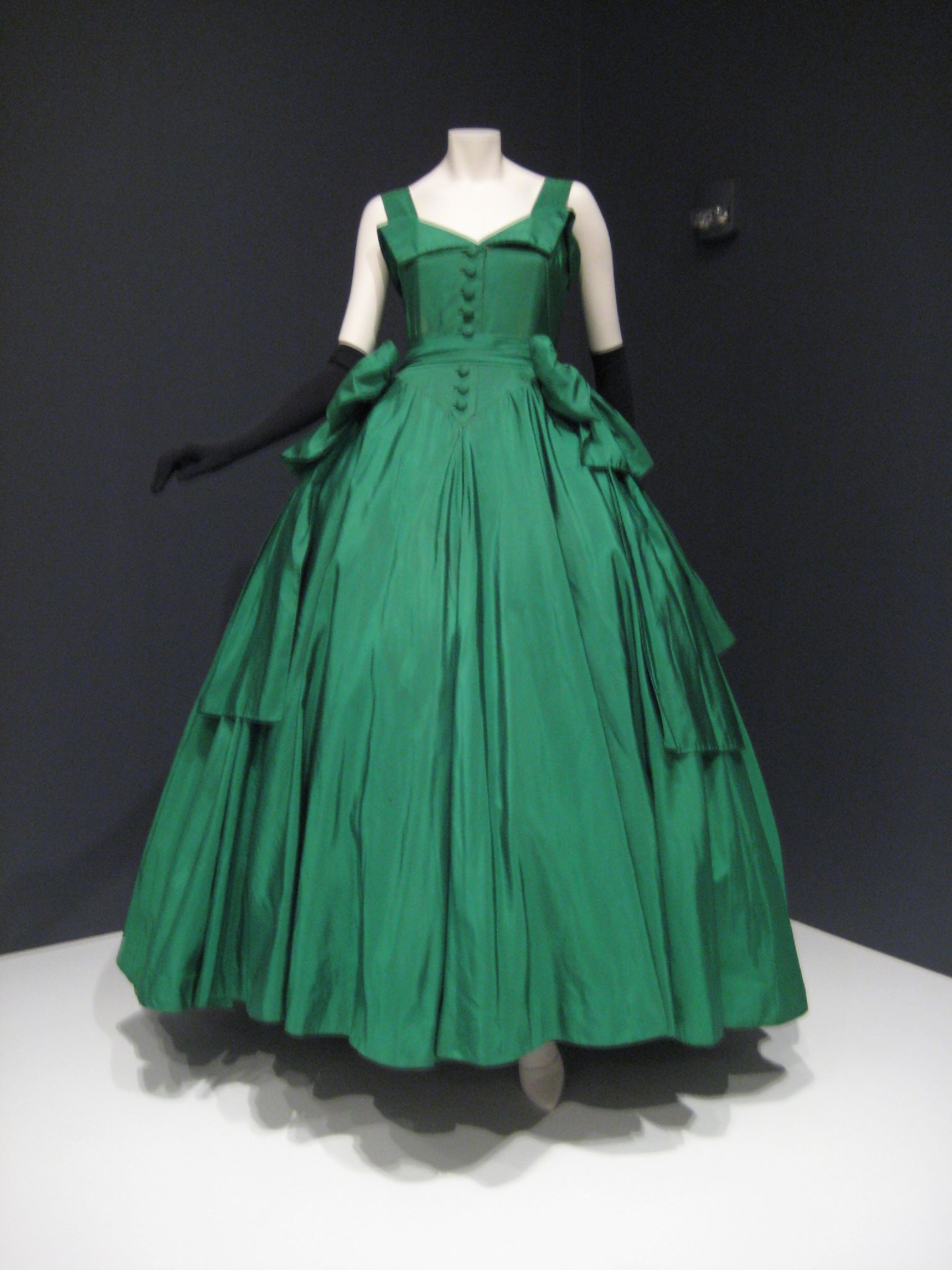
Abendkleid, Christian Dior, 1954
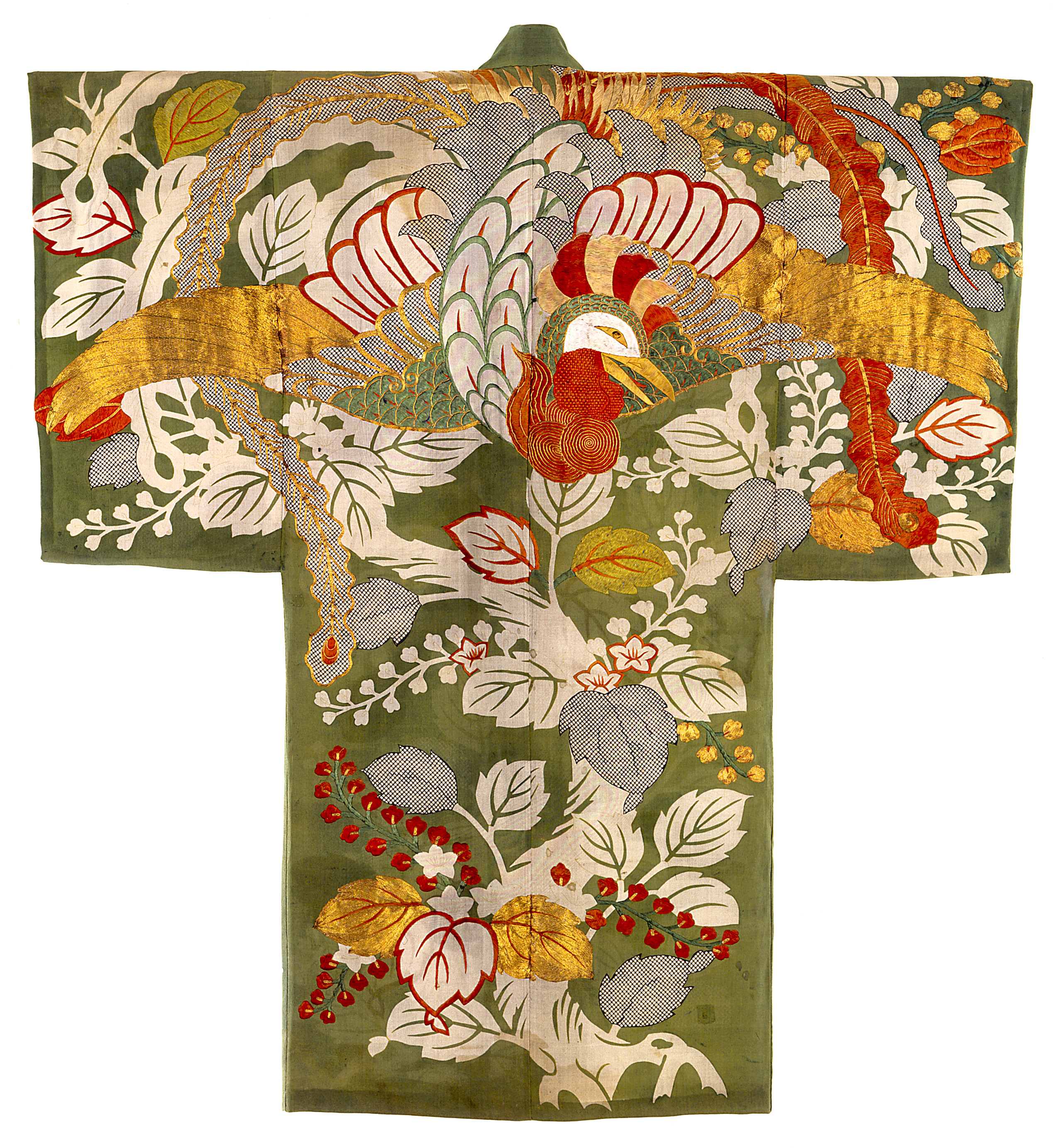
Japanischer Kimono, Ende 18. Jahrhundert
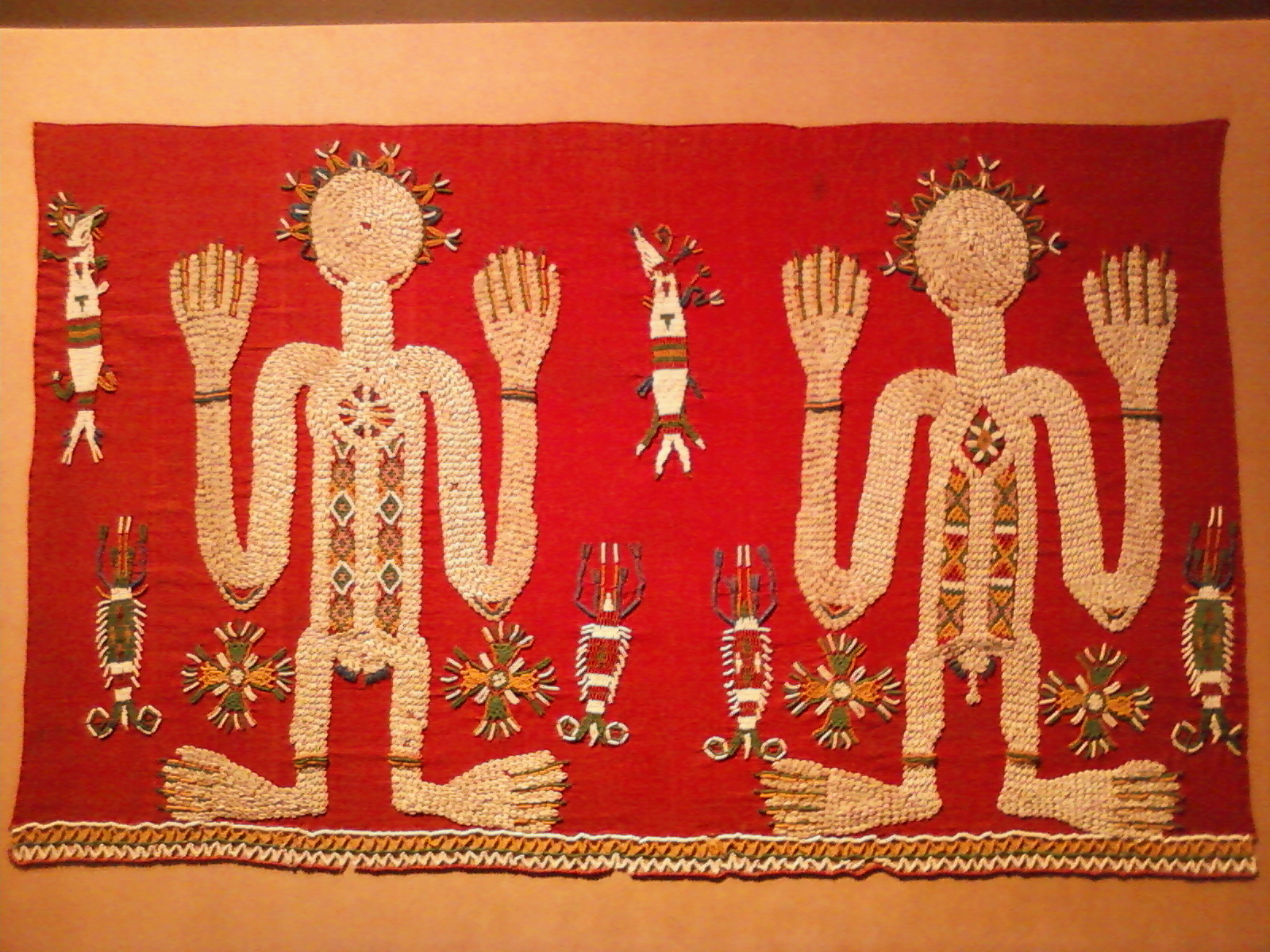
Traditioneller Stoff aus Indonesien, um 1900

## Historische Gebäude
Zum Museum gehören zwei Gebäude aus dem 20. Jahrhundert, die als Baudenkmal geschützt und in die Liste der National Historic Landmarks eingetragen sind. Unweit des Museums befindet sich der Landsitz Oldfields, der nach Plänen des Architekten Lewis Ketcham Davis in Anlehnung an Schlossbauten der französischen Renaissance von 1909 bis 1913 entstand. Das ursprünglich für die Familie von Hugh McKennan Landon errichtete Haus mit seinen 22 Zimmern ist umgeben von einem Gartenbereich, den der Landschaftsarchitekt Percival Gallagher vom Büro Olmsted Brothers entwarf. Das Anwesen kam als Stiftung der Familie Lilly in den Besitz des Museums und veranschaulicht exemplarisch die Wohnkultur der amerikanischen Oberschicht aus der ersten Hälfte des 20. Jahrhunderts.
Der Unternehmer J. Irwin Miller und seine Frau Xenia ließen sich 1952 ein Wohnhaus in Columbus (Indiana) errichten. Das Miller House entstand nach Plänen des Architekten Eero Saarinen
im Internationalen Stil (amerikanisch auch Mid-century modern). Das einstöckige Gebäude ist mit seinem Flachdach, den zahlreichen Glasflächen und sichtbaren Stahlträgern beispielhaft für die Nachkriegsmoderne der Vereinigten Staaten. Erhalten ist zudem die originale Raumausstattung des Designers Alexander Girard und der nach Plänen des Landschaftsarchitekten Dan Kiley angelegte Garten.

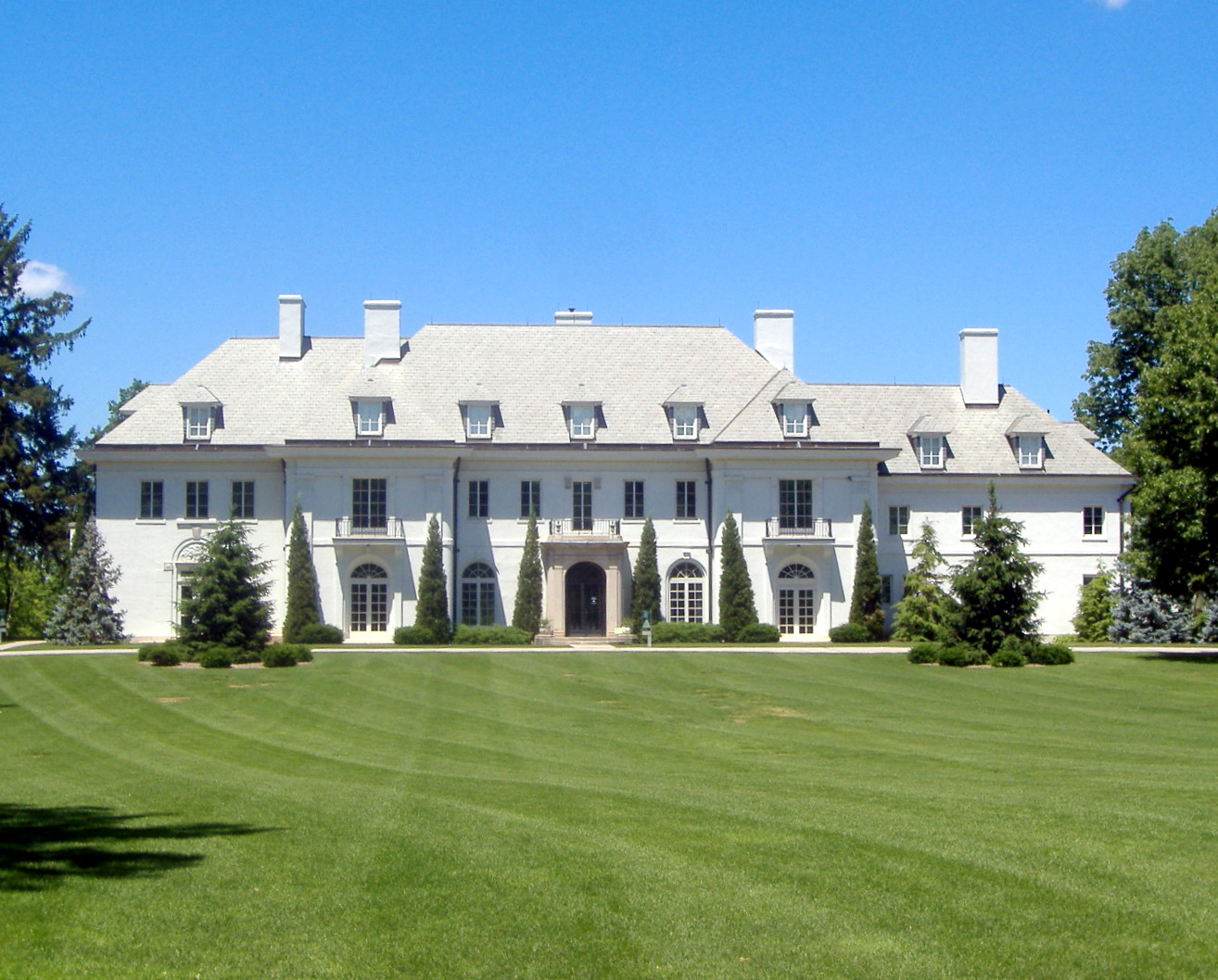
Oldfields
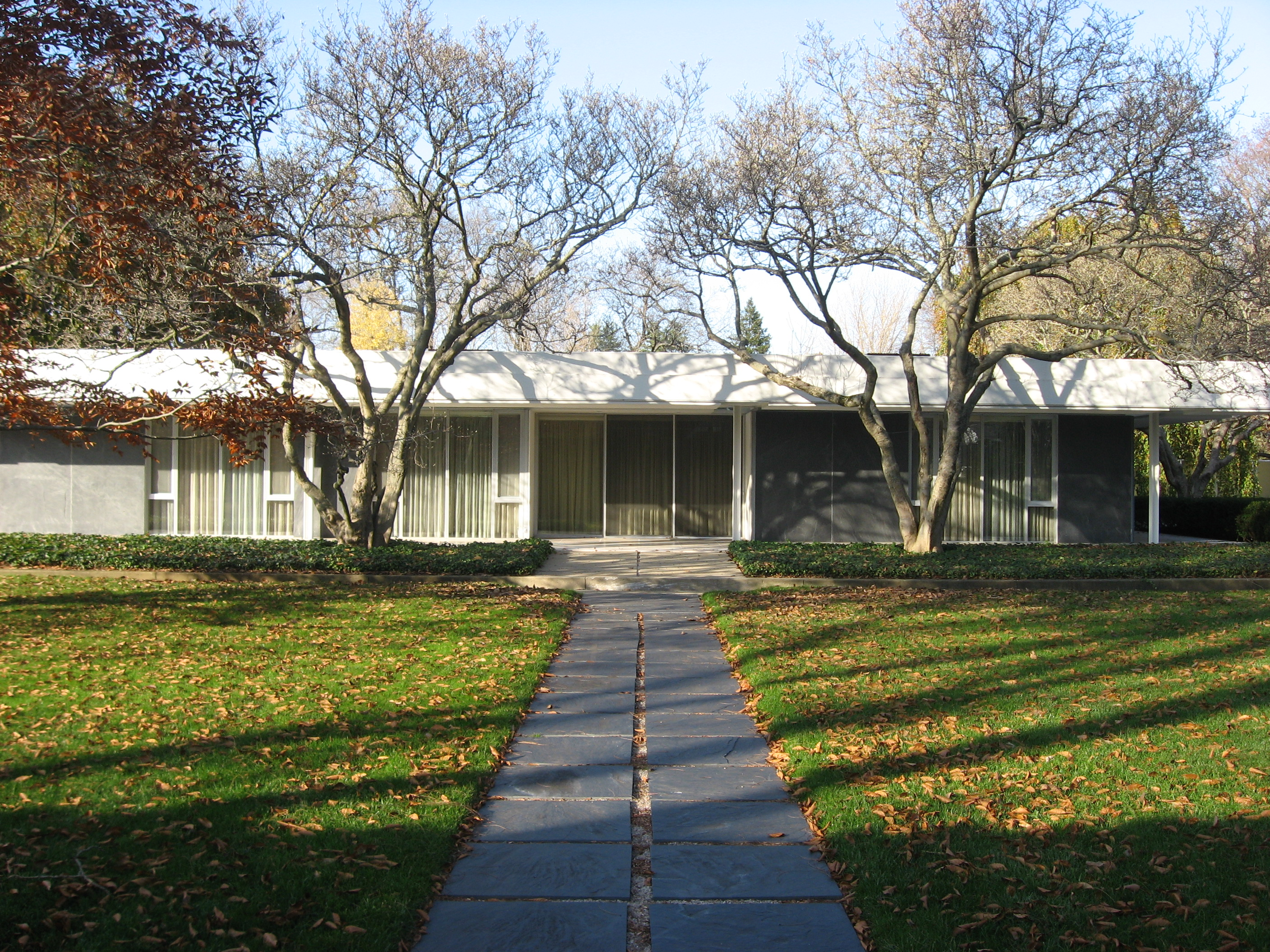
Miller House